# 아마존 우림

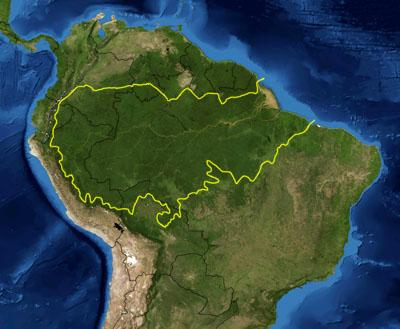
아마존 우림의 범위

아마존 우림(Amazon rainforest) 또는 아마존 정글(Amazon Jungle) 또는 아마조니아(Amazonia)는 남아메리카의 아마존 분지 대부분을 덮고 있는 아마존 생물 군계의 습윤활엽수 열대 우림이다. 이 분지는 7,000,000 km2 (2,700,000 mi2)의 면적을 포함하며, 그 중 6,000,000 km2 (2,300,000 mi2)이 우림으로 덮여 있다. 이 지역에는 9개 국가와 3,344개의 원주민 영토에 속하는 영토가 포함된다.
숲의 대다수인 60%는 브라질에 있으며, 다음으로 페루가 13%, 콜롬비아가 10%를 차지하고, 볼리비아, 에콰도르, 프랑스령 기아나, 가이아나, 수리남, 베네수엘라에 소량이 분포한다. 4개국은 "아마조나스"를 1단계 행정 지역의 이름으로 사용하며, 프랑스는 프랑스령 기아나의 보호된 우림 지역에 "기아나 아마존 공원"이라는 이름을 사용한다. 아마존은 지구에 남아 있는 전체 우림 면적의 절반 이상을 차지하며, 약 16,000종에 걸쳐 약 3,900억 그루의 나무가 서식하는 세계에서 가장 크고 생물 다양성이 풍부한 열대 우림 지대이다.
아마존에는 350개 이상의 다양한 민족 그룹에 속하는 3천만 명 이상의 사람들이 살고 있으며, 이들은 9개의 다른 국가 정치 체제와 3,344개의 공식적으로 인정된 원주민 영토로 세분화되어 있다. 원주민은 전체 인구의 9%를 차지하며, 60개 그룹은 대부분 외부와 접촉이 끊긴 상태로 남아 있다.
숲에서는 대규모 탈산림화가 발생하여 다양한 유해한 영향을 초래한다. 브라질에서 탈산림화로 인한 경제적 손실은 탈산림화를 통해 생산되는 모든 상품의 비용에 비해 약 7배 더 높을 수 있다. 2023년, 세계은행은 이 지역에서 탈산림화를 기반으로 하지 않는 경제 프로그램을 제안하는 보고서를 발표했다.

## 어원
아마존이라는 이름은 프란시스코 데 오레야나가 타푸야족 및 다른 부족들과 벌였던 전쟁에서 유래했다고 전해진다. 이 부족의 여성들은 그들의 관습대로 남자들과 함께 싸웠다. 오레야나는 헤로도토스와 디오도로스가 묘사한 그리스 신화의 아마조네스에서 아마존이라는 이름을 따왔다.

## 역사

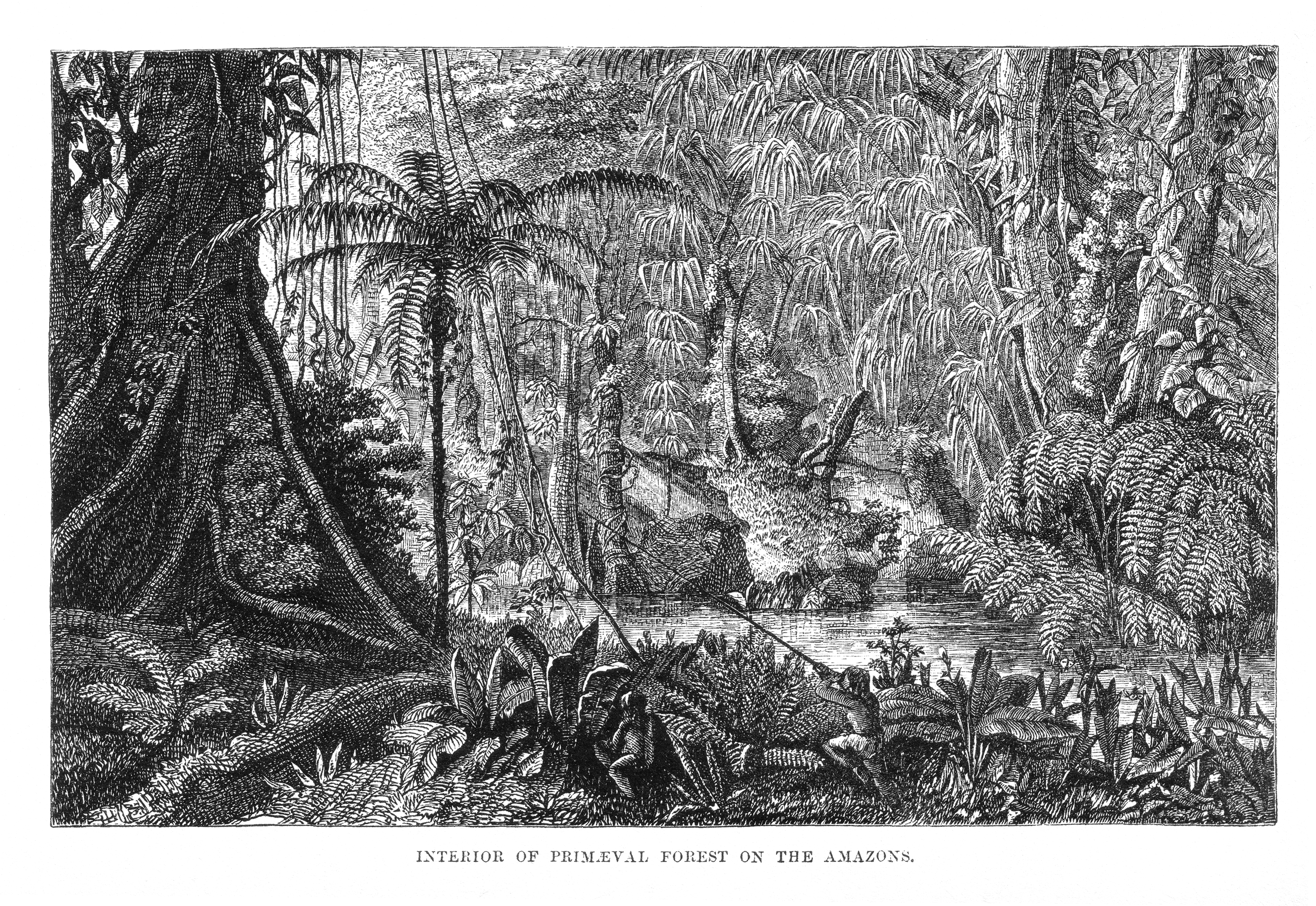
베이츠의 1863년 《아마존강의 자연학자》

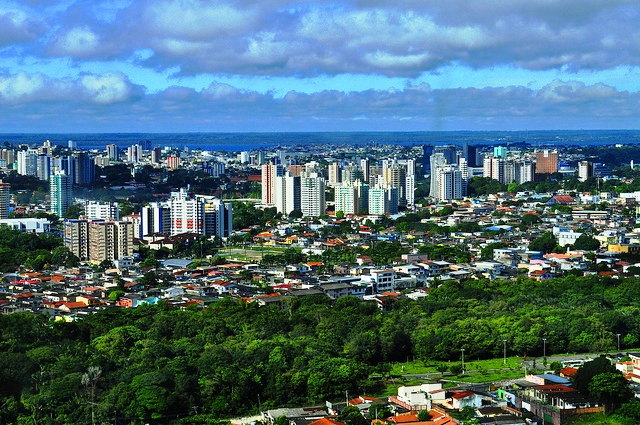
인구 220만 명의 마나우스는 아마존 분지에서 가장 큰 도시이다

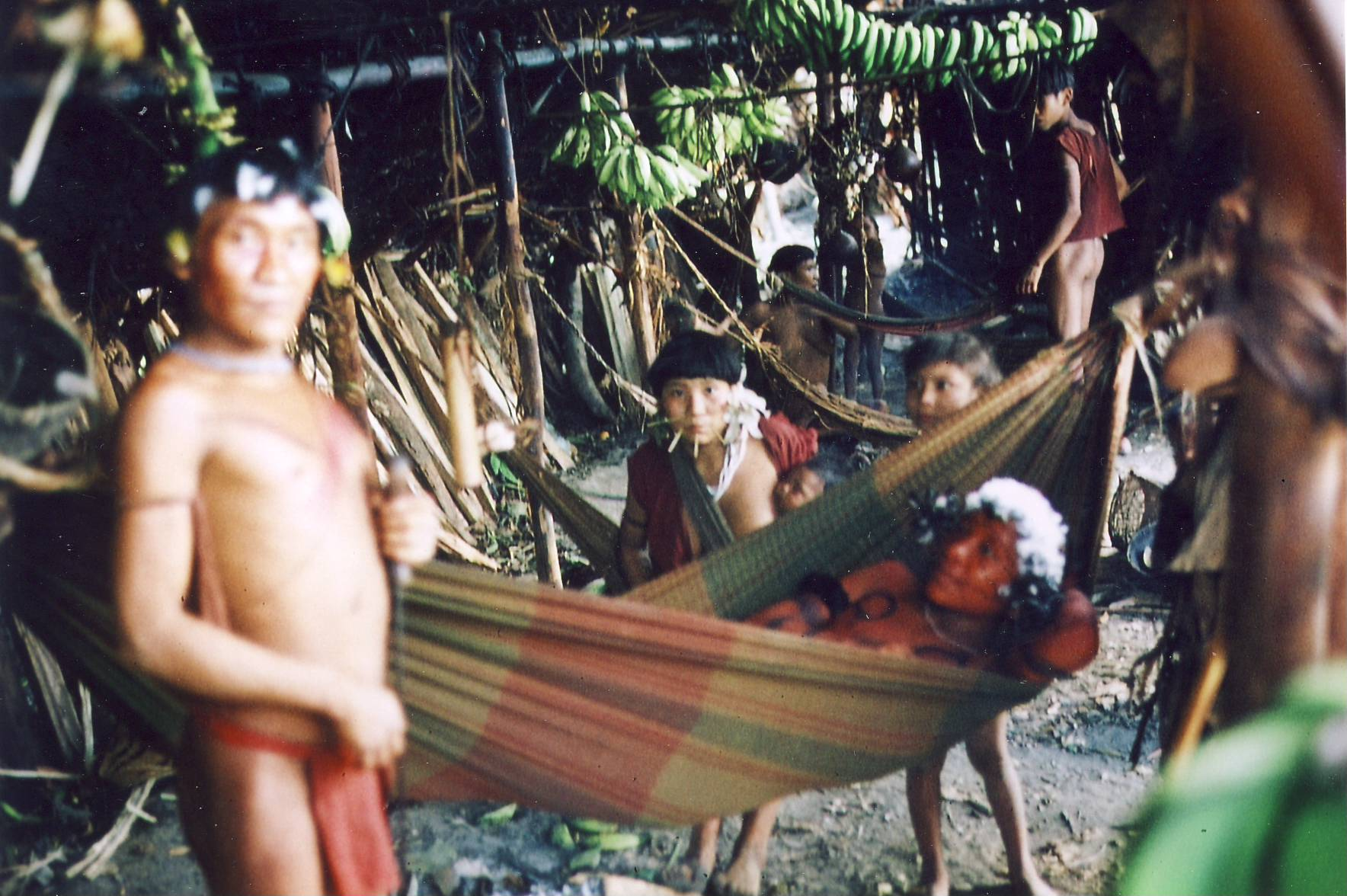
야노마미족은 아마존 우림에 거주하는 약 32,000명의 원주민 그룹이다.

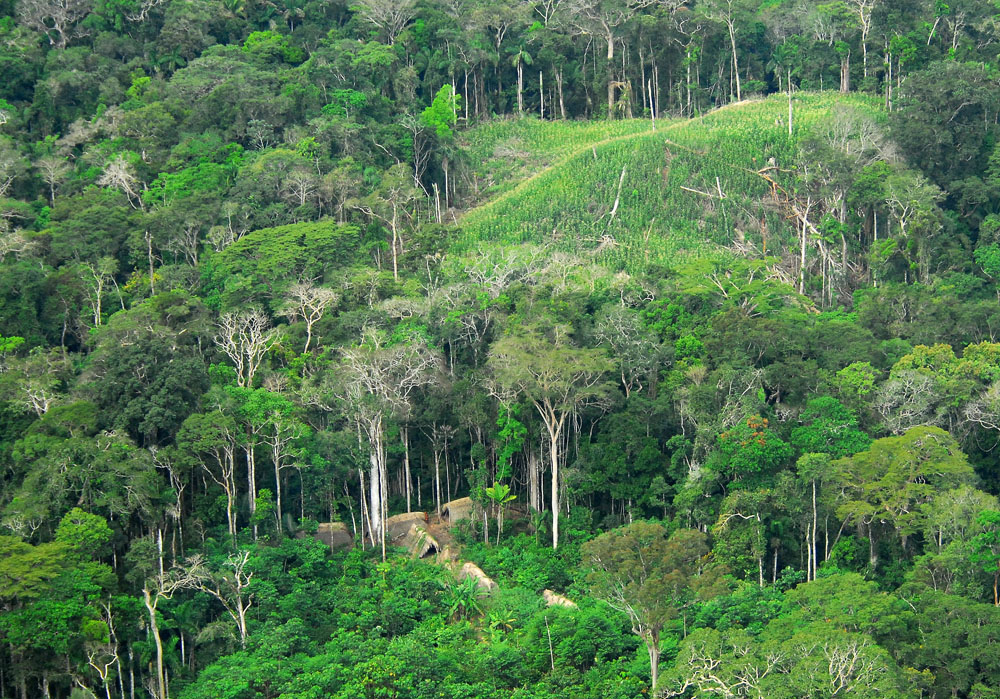
2009년 아크리 브라질 주에서 만난 미접촉부족의 구성원

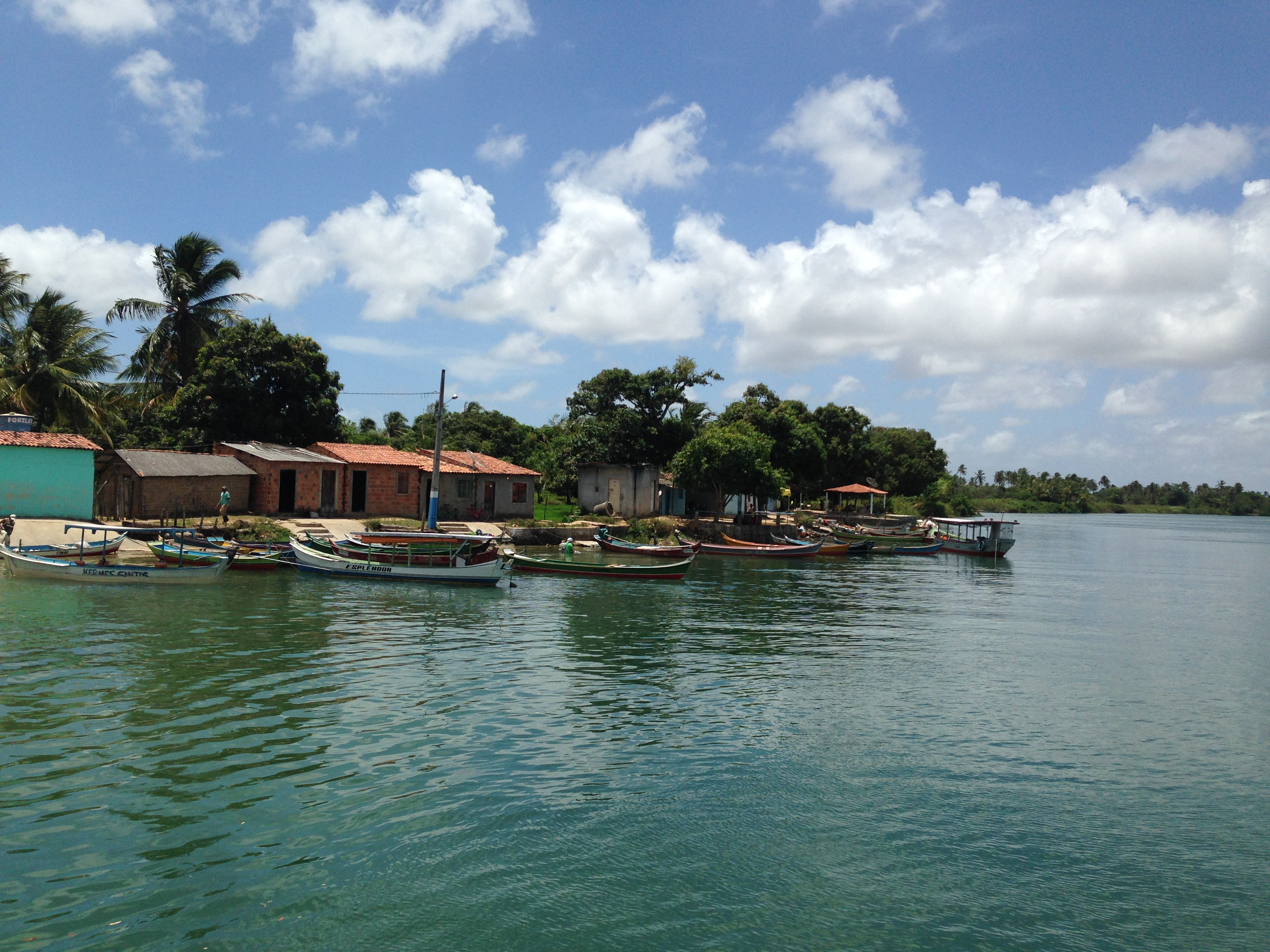
히베이리뉴의 주거지. 히베이리뉴는 caboclos 또는 mestiço (혼혈), 즉 아마존 원주민과 백인 포르투갈 식민지 개척자의 후손으로, 또한 파르도라고도 불리는 아마존 우림 근처 강가에 사는 전통적인 비원주민 인구이다.

페드라 핀타다 동굴 발굴에서 얻은 고고학적 증거에 따르면, 아마존 지역에는 최소 11,200년 전에 인간이 처음 정착했다. 이후의 발전은 서기 1250년경 숲의 가장자리를 따라 후기 선사시대 정착지로 이어졌으며, 이는 산림 피복의 변화를 유도했다.
오랫동안 아마존 우림은 토양이 척박하여 농업으로는 많은 인구를 부양할 수 없었기 때문에 인구가 희박하다고 여겨졌다. 고고학자 베티 메거스는 그녀의 책 《아마조니아: 위조된 낙원의 인간과 문화》에서 이러한 생각을 강력하게 주장했다. 그녀는 사냥을 통해 우림에서 유지될 수 있는 최대 인구 밀도는 0.2 명 매 제곱킬로미터 (0.52/sq mi)이며, 더 많은 인구를 부양하기 위해서는 농업이 필요하다고 주장했다. 그러나 최근의 인류학적 발견들은 이 지역이 실제로 인구 밀집 지역이었다는 것을 시사한다. 현재 에콰도르 동부에 위치한 우파노 계곡 유적지는 알려진 모든 복잡한 아마존 사회보다 앞선다.
서기 1500년에는 마라조와 같은 밀집된 해안 정착지와 내륙 거주자들을 포함하여 약 5백만 명의 사람들이 아마존 지역에 살았을 수 있다. 식량 생산 예측에 따르면, 1492년 아마존에 8백만 명 이상의 사람들이 살았다는 한 추정치가 있다. 1900년에는 원주민 인구가 1백만 명으로 감소했으며, 1980년대 초에는 20만 명 미만으로 떨어졌다.
아마존강의 길이를 따라 여행한 최초의 유럽인은 1542년 프란시스코 데 오레야나였다. BBC의 《비자연적인 역사》는 오레야나가 이전에 생각했던 것과 달리 자신의 주장을 과장한 것이 아니라 1540년대 아마존을 따라 번성했던 복잡한 문명에 대한 그의 관찰이 정확했음을 보여주는 증거를 제시한다. 아마존 분지의 콜럼버스 이전 농업은 번성하고 인구가 많은 사회를 부양하기에 충분히 발전했다. 이 문명은 이후 천연두와 같은 유럽에서 전파된 질병으로 인해 황폐화된 것으로 여겨진다. 이 문명은 20세기 초 영국의 탐험가 퍼시 포싯에 의해 조사되었다. 그의 탐험 결과는 결론이 나지 않았고, 그는 마지막 여행에서 신비하게 사라졌다. 이 잃어버린 문명에 대한 그의 이름은 Z 도시였다.
1970년대 이후, 삼림 벌채된 지역에서 서기 1~1250년경의 수많은 지상화가 발견되었고, 이는 콜럼버스 이전 시대 문명에 대한 주장을 뒷받침한다. 온데마르 디아스가 1977년 처음으로 지상화를 발견한 것으로 알려져 있으며, 알세우 란지는 아크리 상공을 비행한 후 그 발견을 더욱 발전시킨 것으로 알려져 있다. BBC의 《비자연적인 역사》는 아마존 우림이 황무지가 아니라 최소 11,000년 동안 산림 원예와 테라 프레타와 같은 관행을 통해 인간에 의해 형성되었다는 증거를 제시했다. 테라 프레타는 아마존 숲의 넓은 지역에서 발견되며, 이제는 원주민의 토양 관리의 산물로 널리 받아들여지고 있다. 이 비옥한 토양의 개발은 이전에 적대적인 환경에서 농업과 임학을 가능하게 했다. 이는 아마존 우림의 많은 부분이 이전에 가정되었던 것처럼 자연적으로 발생한 것이 아니라 수세기 동안의 인간 관리의 결과일 가능성이 높다는 것을 의미한다. 싱구 부족 지역에서는 아마존 숲 한가운데에 있는 이러한 대규모 정착지 유적이 2003년 플로리다 대학교의 마이클 헤켄버거와 동료들에 의해 발견되었다. 이들 유적에는 도로, 다리, 넓은 광장의 증거가 있었다.
아마조나스에서는 이웃 부족인 히바로 부족들 사이에 싸움과 전쟁이 있었다. 슈아르를 포함한 히바로족 그룹의 여러 부족들은 트로피를 위한 머리 사냥과 머리 축소를 행했다. 브라질과 베네수엘라 국경 지대에 있는 선교사들의 기록은 야노마미족 부족들 사이의 끊임없는 내부 갈등을 언급하고 있다. 야노마미족 남성의 3분의 1 이상이 평균적으로 전쟁으로 사망했다.
문두루쿠족은 타파조스강과 그 지류를 따라 확장하며 이웃 부족들에게 두려움을 주었던 전투적인 부족이었다. 19세기 초, 문두루쿠족은 브라질인들에 의해 평화롭게 제압되었다. 보로로족, 카야포족, 문두루쿠족, 과라니족, 투피족의 대규모 전쟁 부대가 장거리 습격을 감행했다는 기록이 있다. 대부분의 보로로족 그룹은 이웃들과 계속해서 전쟁 중이었다. 대조적으로, 싱구족은 민족지학자들에 의해 "평화로운" 사회로 묘사되었으며, 전투적인 이웃들에 대한 방어적인 폭력만을 사용했다. 20세기 초, 아마존 분지의 30개 원주민 부족은 "평화로운" 것으로, 83개 부족은 특히 "전투적인" 것으로 분류되었다.
아마존 고무 붐 기간 동안, 이민자들이 가져온 발진티푸스와 말라리아와 같은 질병으로 인해 4만 명의 아마존 원주민이 사망한 것으로 추정된다.
1950년대 브라질 탐험가이자 원주민 옹호자였던 칸디두 혼돈은 정부와 마투그로수의 목장주들의 강한 반대에 직면한 빌라스보아스 형제의 캠페인을 지지했으며, 이는 1961년 싱구강을 따라 원주민을 위한 최초의 브라질 국립공원 설립으로 이어졌다.
1961년 영국 탐험가 리처드 메이슨은 파나라로 알려진 미접촉 아마존 부족에 의해 살해되었다.
마체스족은 1969년 외부 세계와 첫 영구적인 접촉을 했다. 그 전에는 페루 정부와 사실상 전쟁 상태에 있었다.

## 지리

### 위치
9개국이 아마존 분지를 공유하며, 우림의 대부분인 58.4%는 브라질 국경 내에 포함되어 있다. 나머지 8개국은 페루 12.8%, 볼리비아 7.7%, 콜롬비아 7.1%, 베네수엘라 6.1%, 가이아나 3.1%, 수리남 2.5%, 프랑스령 기아나 1.4%, 에콰도르 1%이다.

### 자연

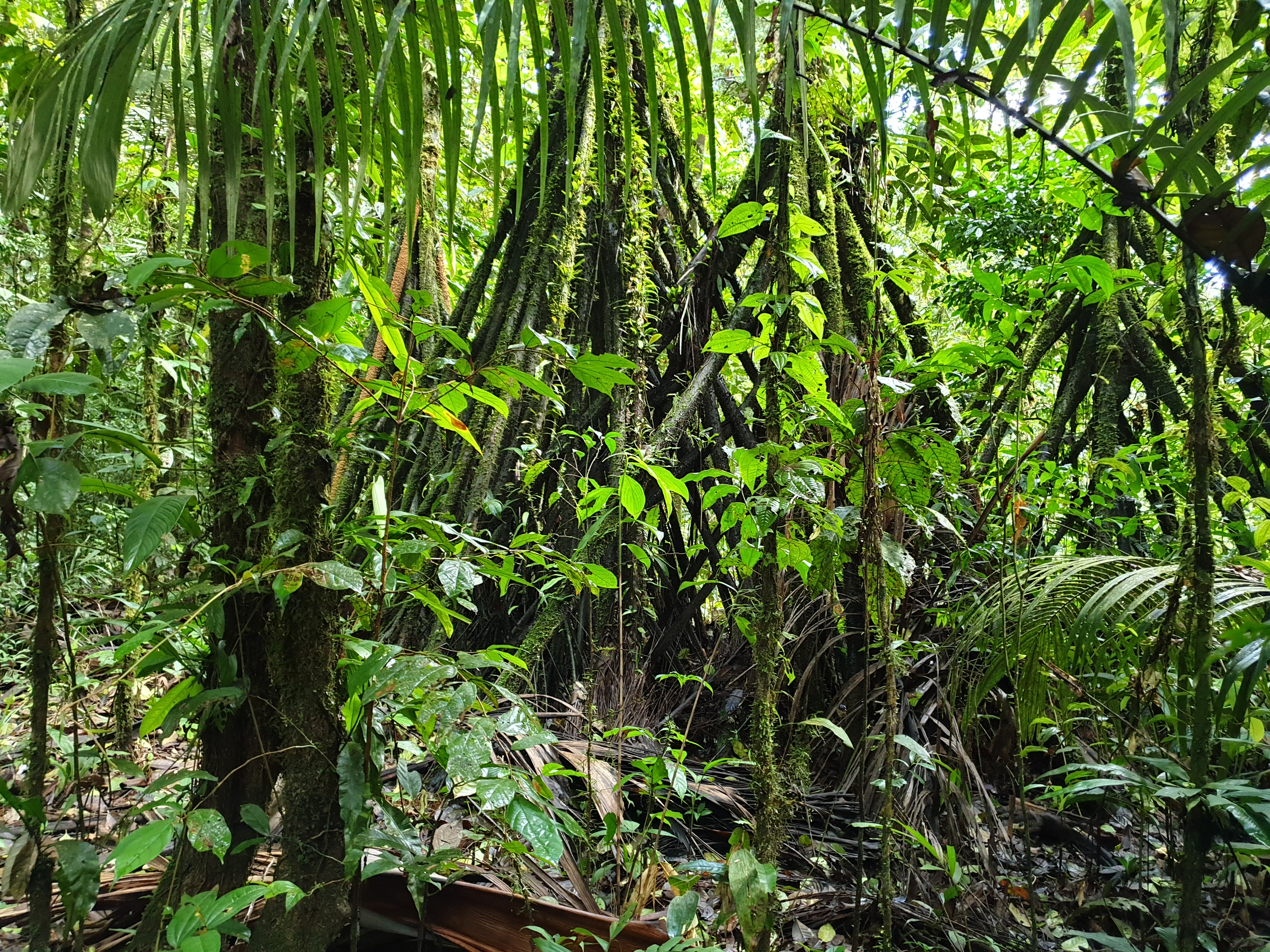
콜롬비아의 아마존 우림

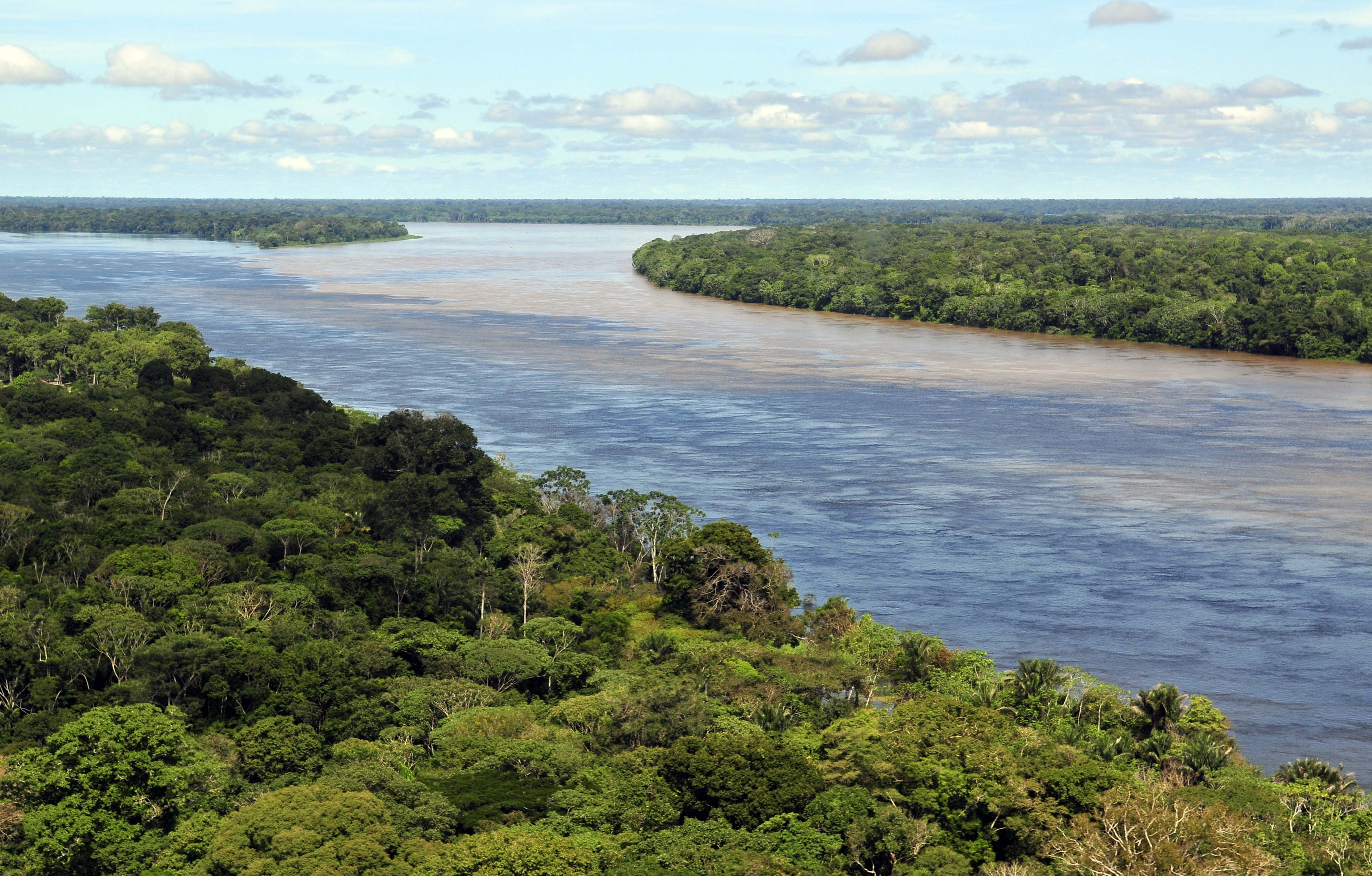
마나우스 근처 아마존 우림의 항공 사진

우림은 아마도 에오세 시대(5,600만 년 전부터 3,390만 년 전)에 형성되었을 것이다. 이는 대서양이 아마존 분지에 따뜻하고 습한 기후를 제공할 만큼 충분히 넓어진 후 열대 기온이 전 세계적으로 감소하면서 나타났다. 우림은 최소 5,500만 년 동안 존재했으며, 대부분의 지역은 기후가 더 건조하고 사바나가 더 널리 퍼져 있던 현재 빙하기까지는 최소한 사바나 유형의 생물 군계가 없었다.
백악기-고진기 대량절멸 이후, 공룡의 멸종과 습한 기후는 열대 우림이 대륙 전체로 퍼질 수 있도록 했을 것이다. 6,600만 년 전부터 3,400만 년 전까지, 우림은 45° 남쪽까지 확장되었다. 지난 3,400만 년 동안의 기후 변동은 사바나 지역이 열대 지역으로 확장될 수 있도록 했다. 예를 들어 올리고세 동안 우림은 비교적 좁은 띠를 형성했다. 그 후 중신세 중기에 다시 확장되었고, 최후 빙기에는 대부분 내륙 형성으로 축소되었다. 그러나 우림은 이러한 빙기 동안에도 번성하여 다양한 종의 생존과 진화를 가능하게 했다.

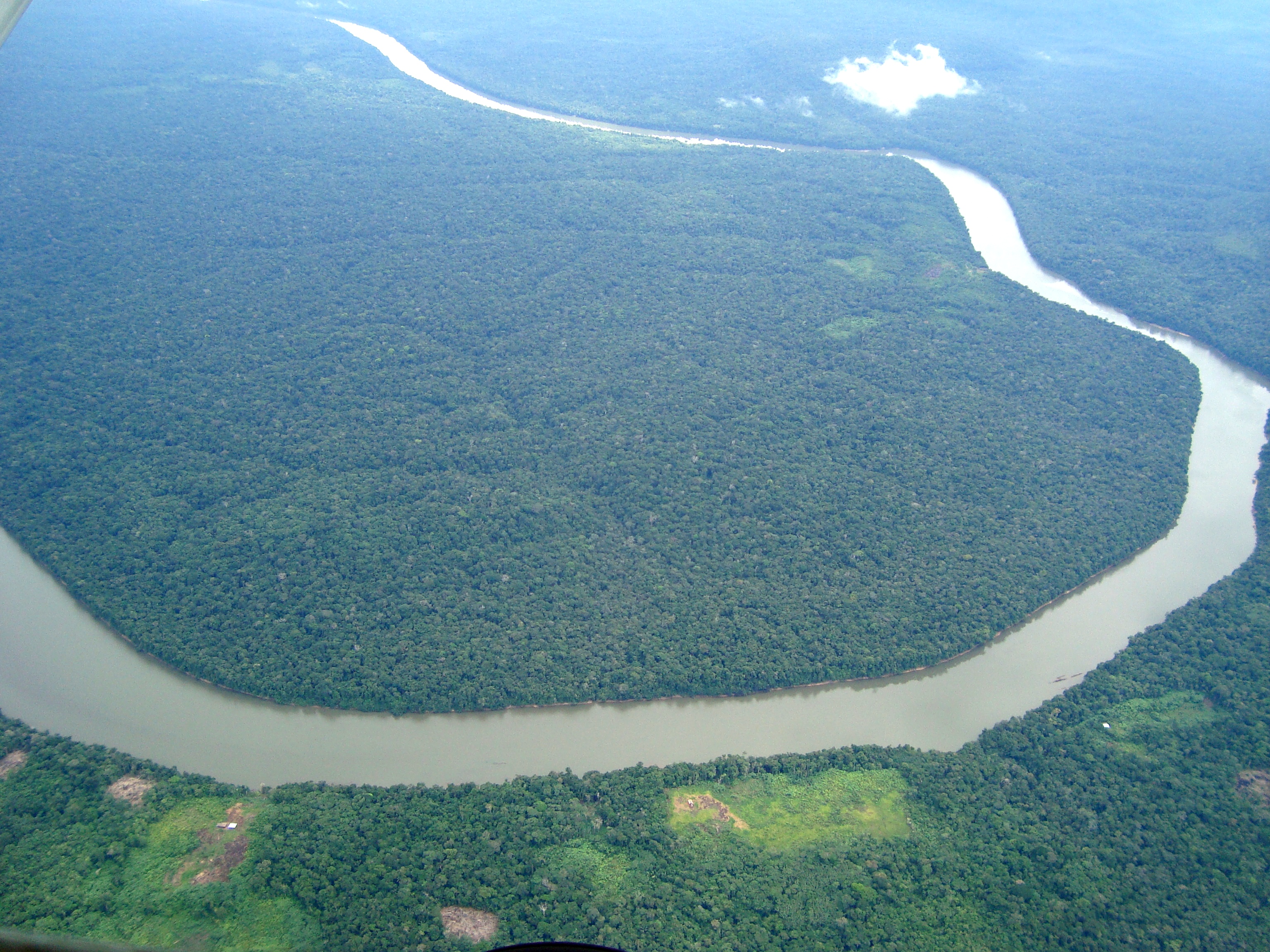
아마존 우림의 항공 사진

중기 에오세 동안 아마존의 배수 분지는 푸루스 아치에 의해 대륙의 중앙을 따라 분할된 것으로 여겨진다. 동쪽의 물은 대서양으로 흘렀고, 서쪽의 물은 아마조나스 분지를 가로질러 태평양으로 흘렀다. 그러나 안데스산맥이 솟아오르면서 호수를 에워싸는 큰 분지가 형성되었다. 현재는 솔리모인스 분지로 알려져 있다. 지난 500만~1,000만 년 동안, 이 축적된 물은 푸루스 아치를 뚫고 대서양을 향한 동쪽 흐름과 합류했다.

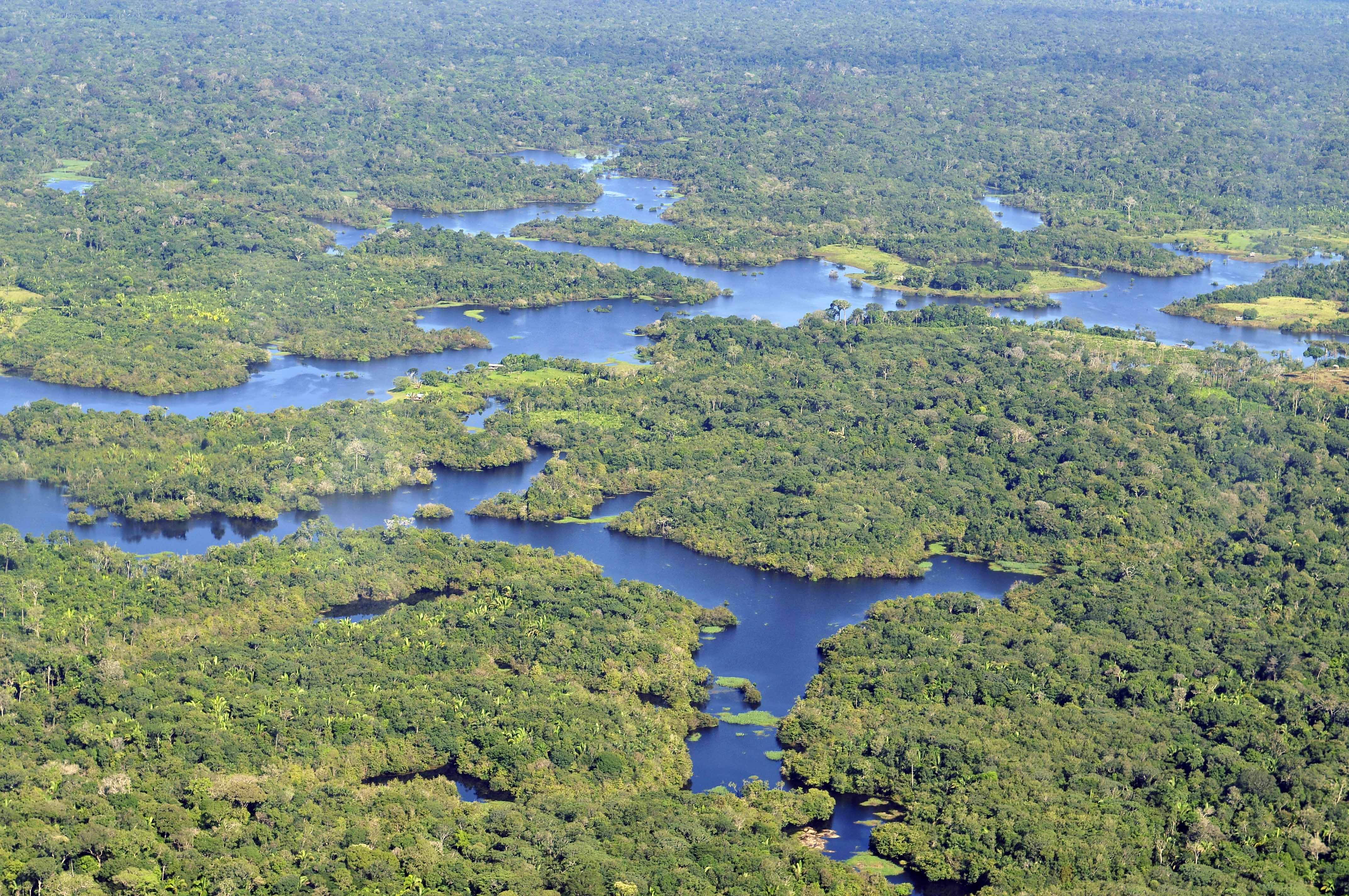
마나우스 근처 아마존 우림의 항공 사진

지난 21,000년 동안 최후 빙기와 그 이후의 해빙기를 거치면서 아마존 우림의 식생에 상당한 변화가 있었다는 증거가 있다. 아마존 분지 고대 호수와 아마존 팬의 퇴적물 분석은 최후 빙기 동안 분지의 강우량이 현재보다 적었으며, 이는 거의 확실하게 분지의 습한 열대 식생 피복 감소와 관련이 있었음을 시사한다. 현재 아마존은 매년 약 9피트의 강우량을 받는다. 그러나 이러한 감소의 정도에 대해서는 논쟁이 있다. 일부 과학자들은 우림이 개방된 숲과 초원으로 분리된 작고 고립된 피난처로 축소되었다고 주장하는 반면; 다른 과학자들은 우림이 대체로 온전하게 유지되었지만 오늘날보다 북쪽, 남쪽, 동쪽으로 덜 확장되었다고 주장한다. 이 논쟁은 우림에서 작업하는 실질적인 제약으로 인해 데이터 샘플링이 아마존 분지 중앙에서 벗어나 편향되어 있고, 두 설명 모두 사용 가능한 데이터에 의해 상당히 잘 뒷받침되기 때문에 해결하기 어렵다는 것이 입증되었다.

#### 사하라 사막 먼지가 아마존으로 바람에 날려오다
아마존 우림을 비옥하게 하는 먼지의 56% 이상은 사하라 사막 북부 차드의 보델레 우울지에서 온다. 이 먼지에는 식물 성장에 중요한 인이 포함되어 있다. 매년 사하라 먼지는 비와 홍수로 인해 아마존 토양에서 씻겨 나가는 인의 양을 대체한다.
NASA의 CALIPSO 위성은 사하라에서 아마존으로 바람에 의해 운반되는 먼지의 양을 측정했다. 매년 평균 1억 8,200만 톤의 먼지가 사하라에서 바람에 날려나가며(일부는 대서양으로 떨어진다), 이 중 15%가 아마존 분지에 떨어진다(이 중 2,200만 톤은 인으로 구성되어 있다).
CALIPSO는 레이저 거리 측정기를 사용하여 지구 대기를 스캔하여 먼지 및 기타 에어로졸의 수직 분포를 확인하고, 사하라-아마존 먼지 기둥을 정기적으로 추적한다. CALIPSO는 운반되는 먼지 양의 변화를 측정했다. 2007년 가장 많은 양의 먼지가 운반되었을 때와 2011년 가장 적었을 때 사이에 86%의 감소를 보였다. 이는 사하라 남쪽 경계에 있는 반건조 지대인 사헬의 강우량 변화로 인해 발생했을 수 있다.
아마존의 인은 아프리카의 바이오매스 연소로 인한 연기에서도 나온다.

## 생물 다양성, 동식물

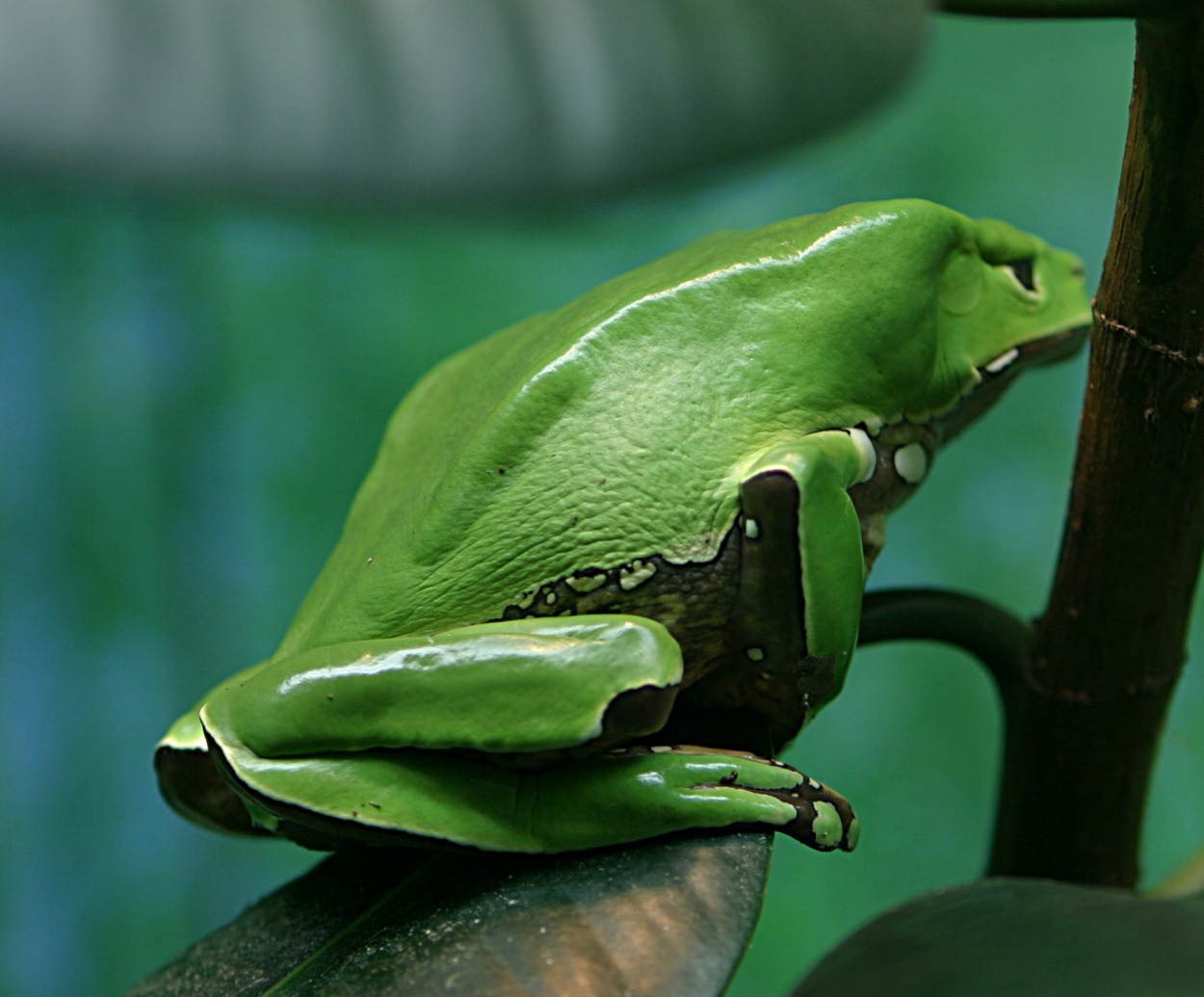
아마존 우림의 탈산림화는 환경 변화에 매우 민감한 많은 청개구리 종을 위협한다 (사진: 거대 잎개구리)

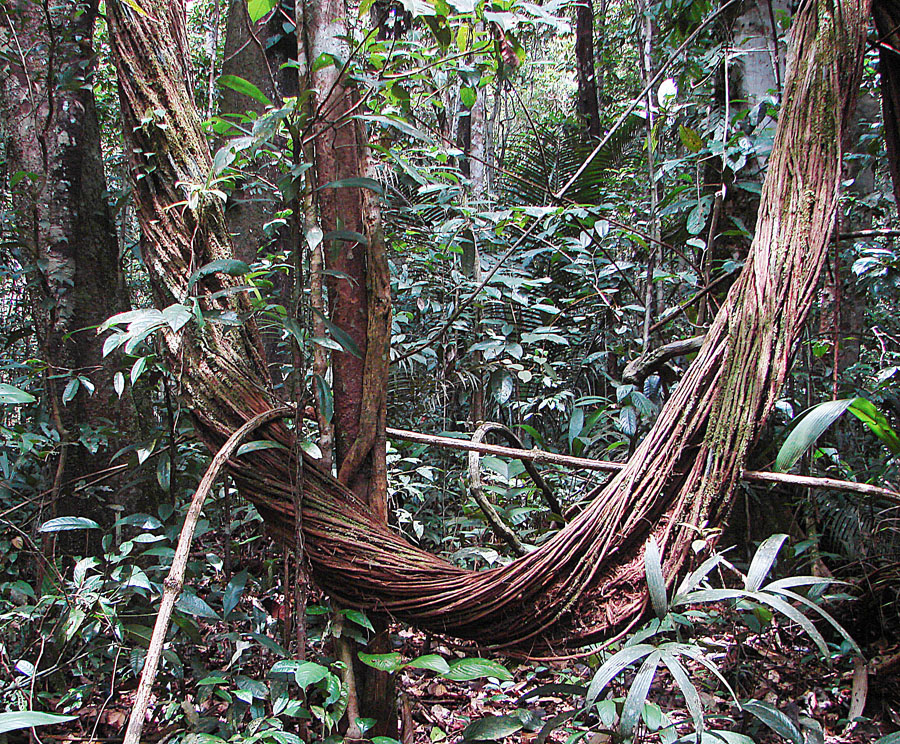
서부 브라질의 거대한 묶인 리아나

습한 열대림은 가장 종이 풍부한 생물 군계이며, 아메리카 대륙의 열대림은 아프리카와 아시아의 습한 숲보다 일관되게 종이 더 풍부하다. 아메리카 대륙에서 가장 큰 열대 우림 지역인 아마존 우림은 비할 데 없는 생물 다양성을 자랑한다. 세계에 알려진 종의 10분의 1이 아마존 우림에 서식한다. 이는 세계에서 가장 많은 수의 살아있는 식물과 동물 종이 모여 있는 곳이다.
이 지역에는 약 250만 종의 곤충 종, 수만 종의 식물, 약 2,000종의 조류와 포유류가 서식한다. 현재까지 이 지역에서 최소 40,000종의 식물 종, 2,200종의 물고기, 1,294종의 조류, 427종의 포유류, 428종의 양서류, 378종의 파충류가 과학적으로 분류되었다. 모든 조류 종의 5분의 1이 아마존 우림에서 발견되며, 모든 어류 종의 5분의 1이 아마존강과 개울에 서식한다. 과학자들은 브라질에서만 96,660종에서 128,843종의 무척추동물 종을 기술했다.
식물 종의 생물 다양성은 지구상에서 가장 높으며, 2001년 연구에서는 에콰도르 우림의 0.25평방킬로미터(62에이커)에 1,100종 이상의 나무 종이 서식하는 것으로 나타났다. 1999년 연구에 따르면 아마존 우림 1평방킬로미터(247에이커)에는 약 90,790톤의 살아있는 식물이 포함될 수 있다. 평균 식물 바이오매스는 헥타르당 356 ± 47톤으로 추정된다. 현재까지 경제적 및 사회적 가치를 지닌 약 438,000종의 식물이 이 지역에 등록되었으며, 아직 발견되거나 분류되지 않은 종이 훨씬 더 많다. 이 지역의 총 나무 종 수는 16,000종으로 추정된다.
우림의 식물과 나무의 녹색 잎 면적은 계절 변화에 따라 약 25% 정도 달라진다. 잎은 햇빛이 최대치일 때 건조기에 확장하고, 흐린 우기에는 떨어져 나간다. 이러한 변화는 광합성과 호흡 사이의 탄소 균형을 제공한다.
아마존 우림의 각 헥타르에는 약 10억 마리의 무척추동물이 서식한다. 아마존 우림의 헥타르당 종 수는 다음 표에 제시되어 있다.
| 유기체 유형 | 헥타르당 종 수 |
| ----------- | -------------- |
| 새          | 160            |
| 나무        | 310            |
| 착생식물    | 96             |
| 파충류      | 22             |
| 양서류      | 33             |
| 물고기      | 44             |
| 영장류      | 10             |

우림에는 위험을 초래할 수 있는 여러 종이 서식한다. 가장 큰 포식 동물로는 검은카이만, 재규어, 퓨마, 그리고 아나콘다가 있다. 강에서는 전기뱀장어가 기절시키거나 죽일 수 있는 전기 충격을 발생시킬 수 있으며, 피라냐는 사람을 물어뜯어 상처를 입히는 것으로 알려져 있다. 다양한 종의 독화살 개구리는 피부를 통해 친유성 알칼로이드 독소를 분비한다. 또한 수많은 기생충과 질병 매개체가 있다. 흡혈 박쥐는 우림에 서식하며 광견병 바이러스를 퍼뜨릴 수 있다. 말라리아, 황열, 뎅기열 또한 아마존 지역에서 감염될 수 있다.
아마존의 생물 다양성은 주로 탈산림화로 인한 서식지 손실과 빈번한 화재로 인해 점점 더 위협받고 있다. 아마존 식물 및 척추동물 종의 90% 이상(총 13,000~14,000종)이 화재로 인해 어느 정도 영향을 받았을 수 있다.

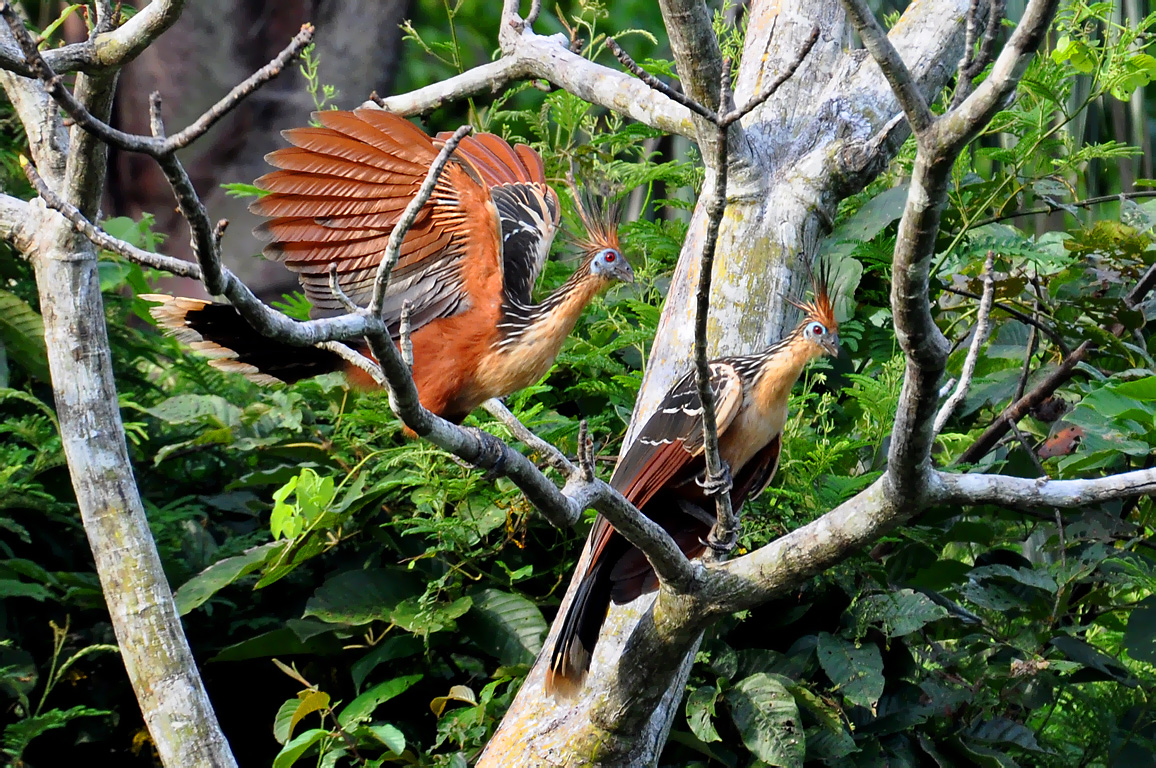
호아친
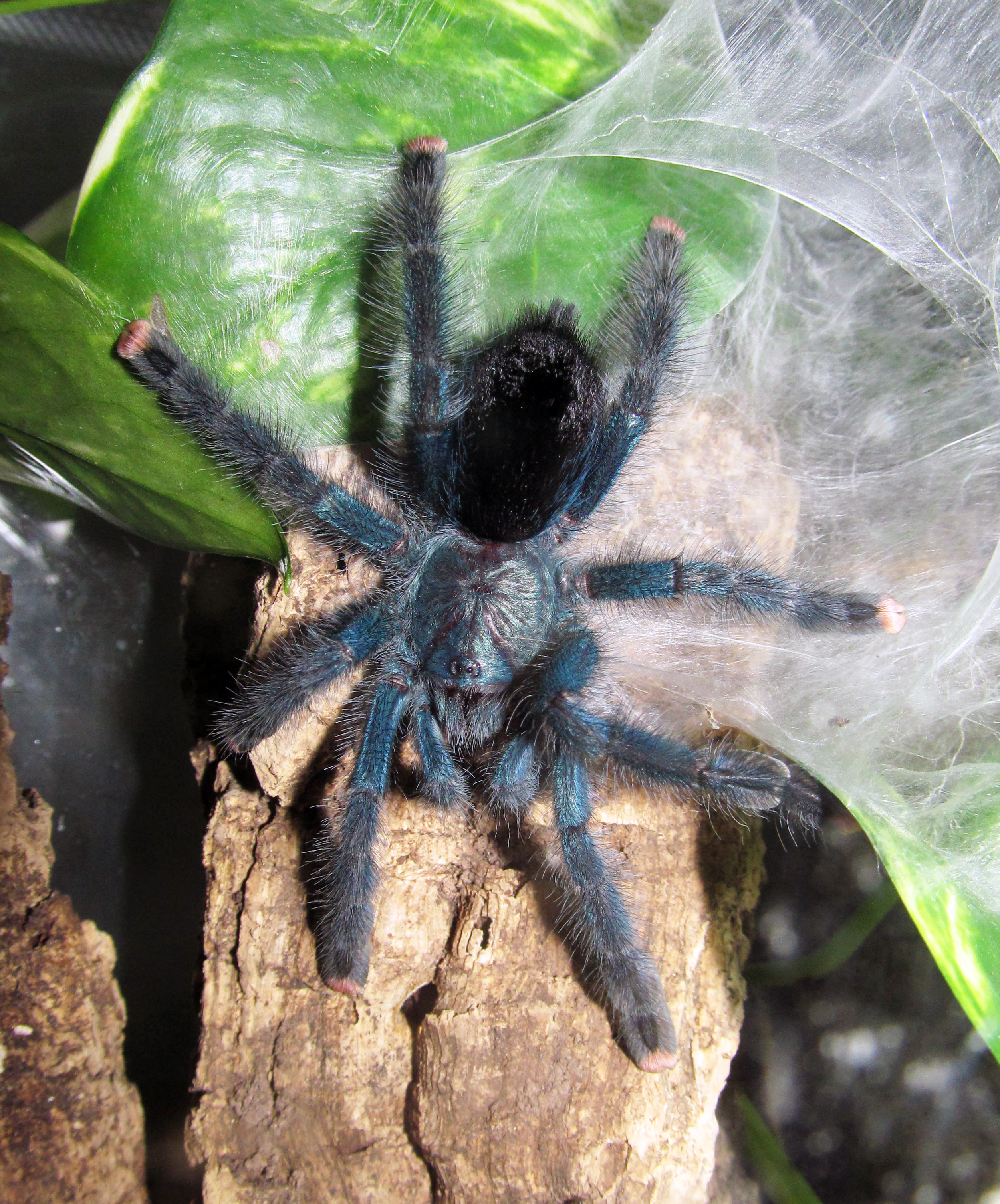
원실젖거미하목
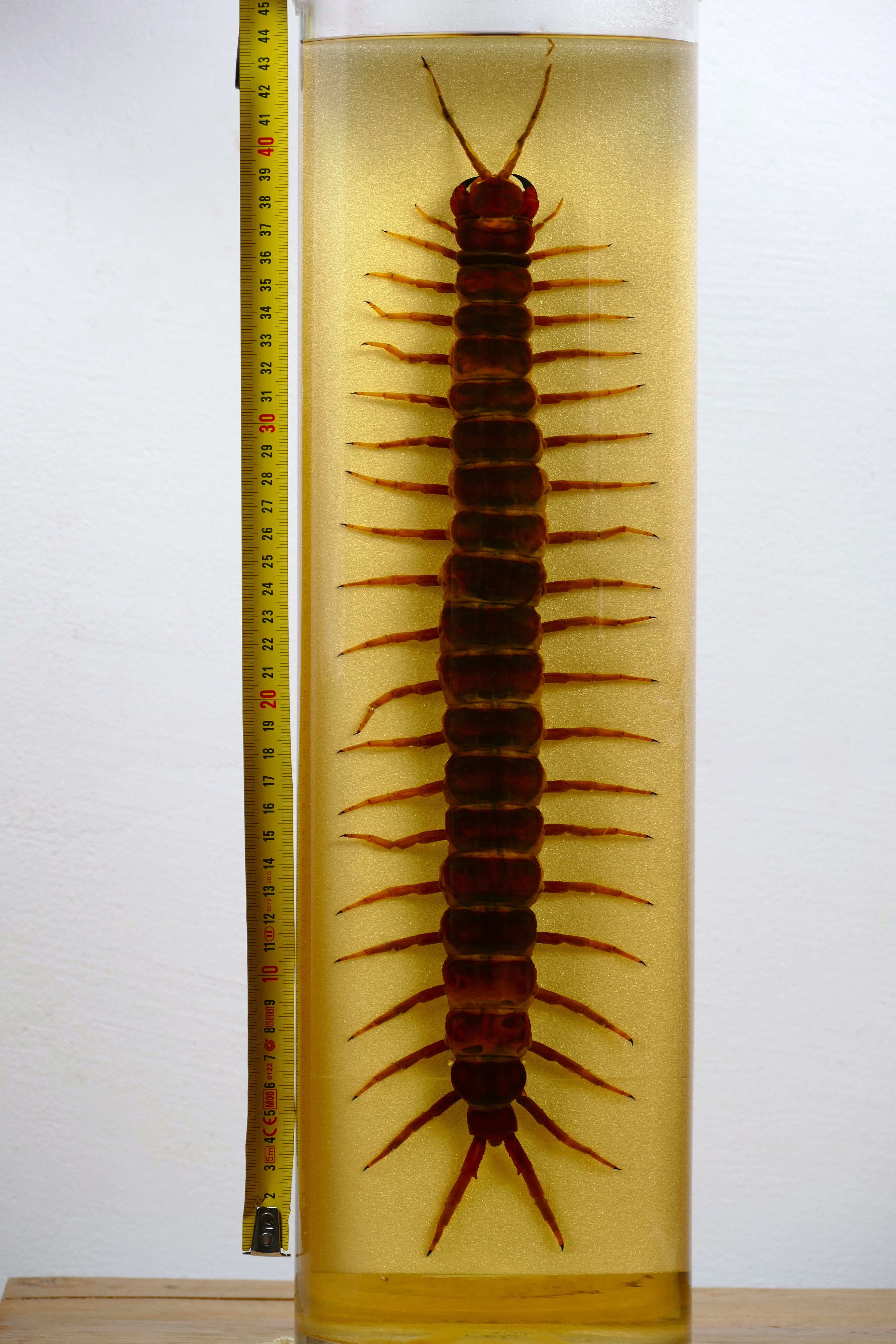
거대 아마존 왕지네
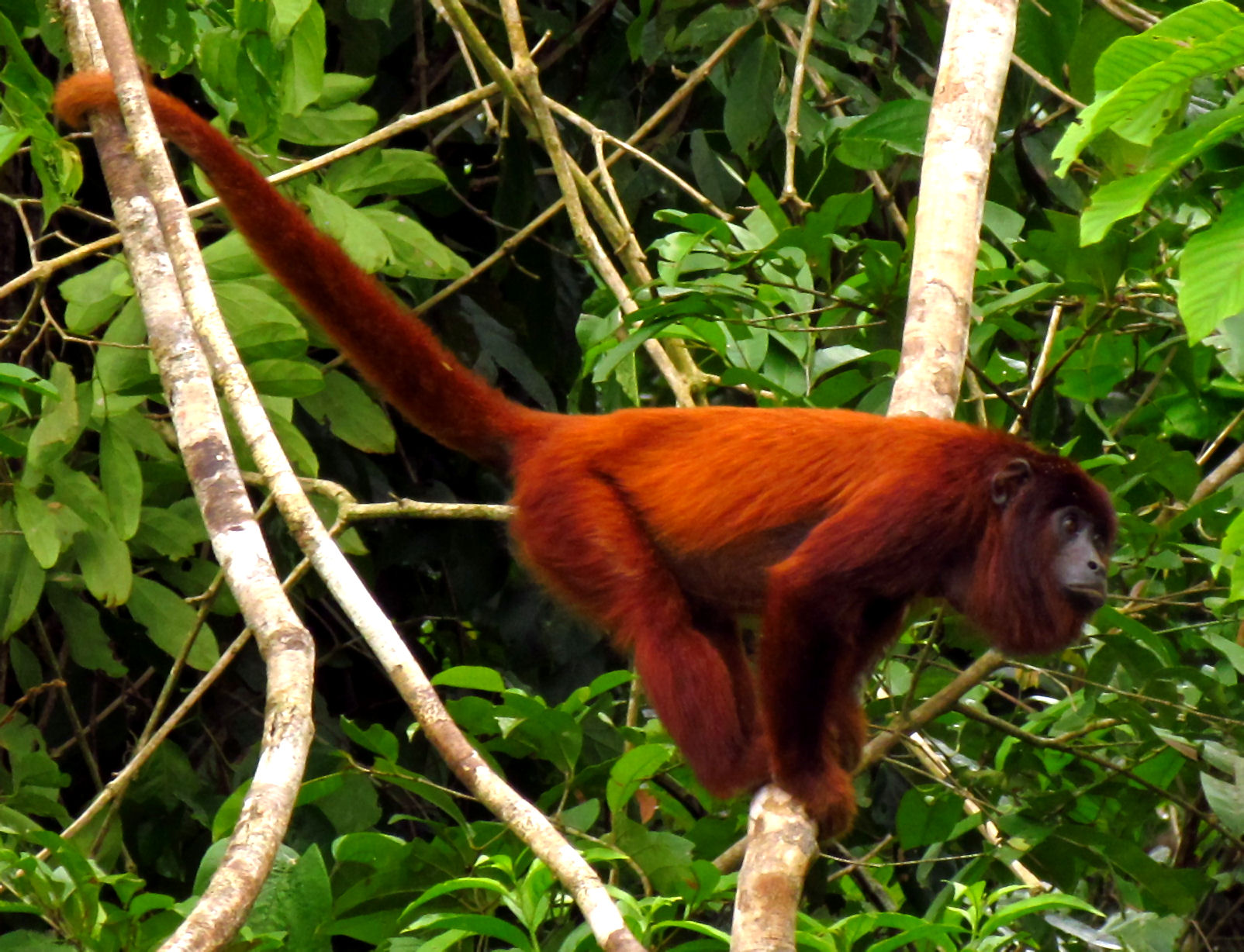
고함원숭이
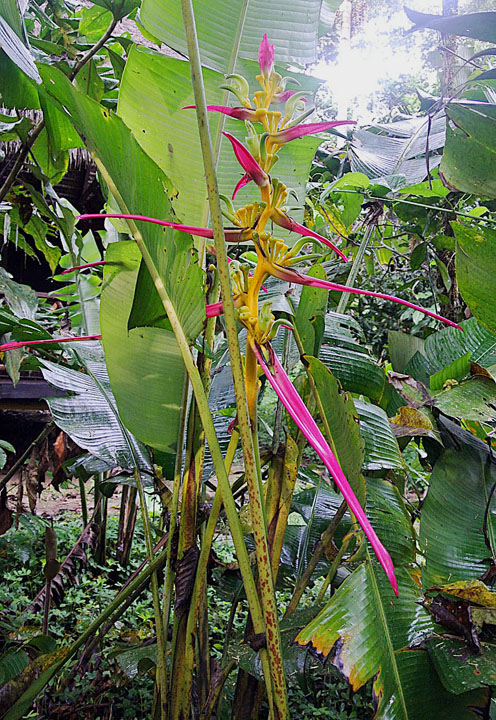
헬리코니아속
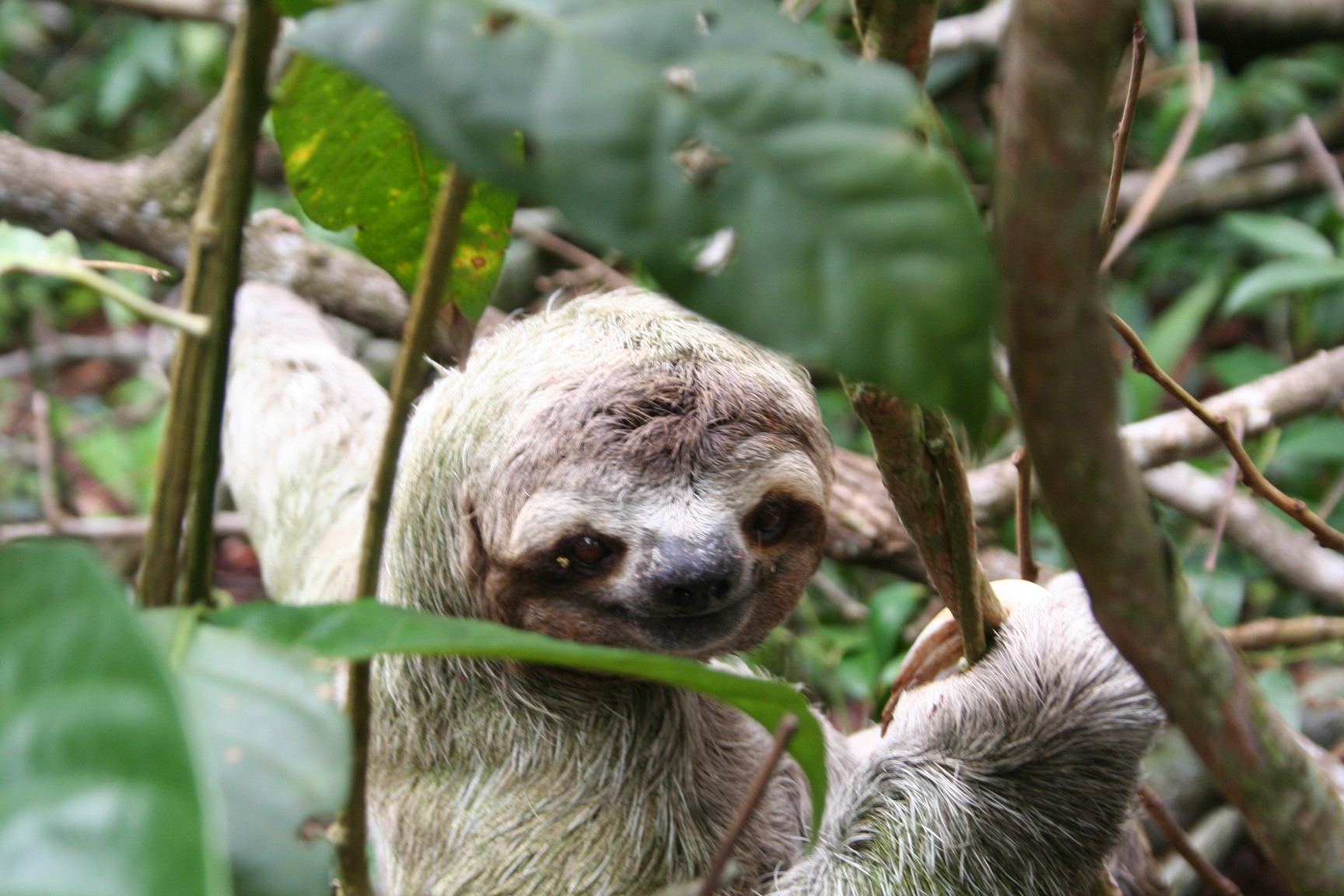
갈색목세발가락나무늘보
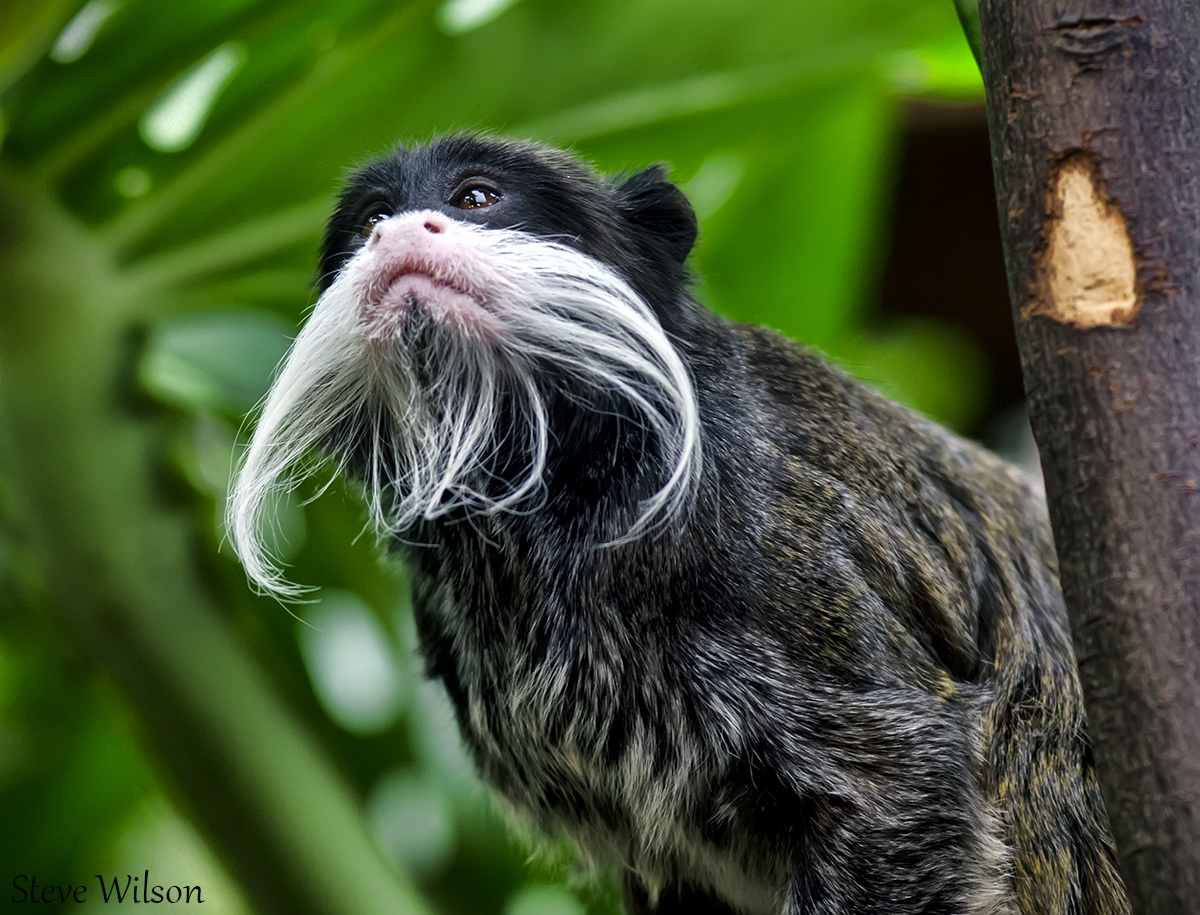
황제타마린
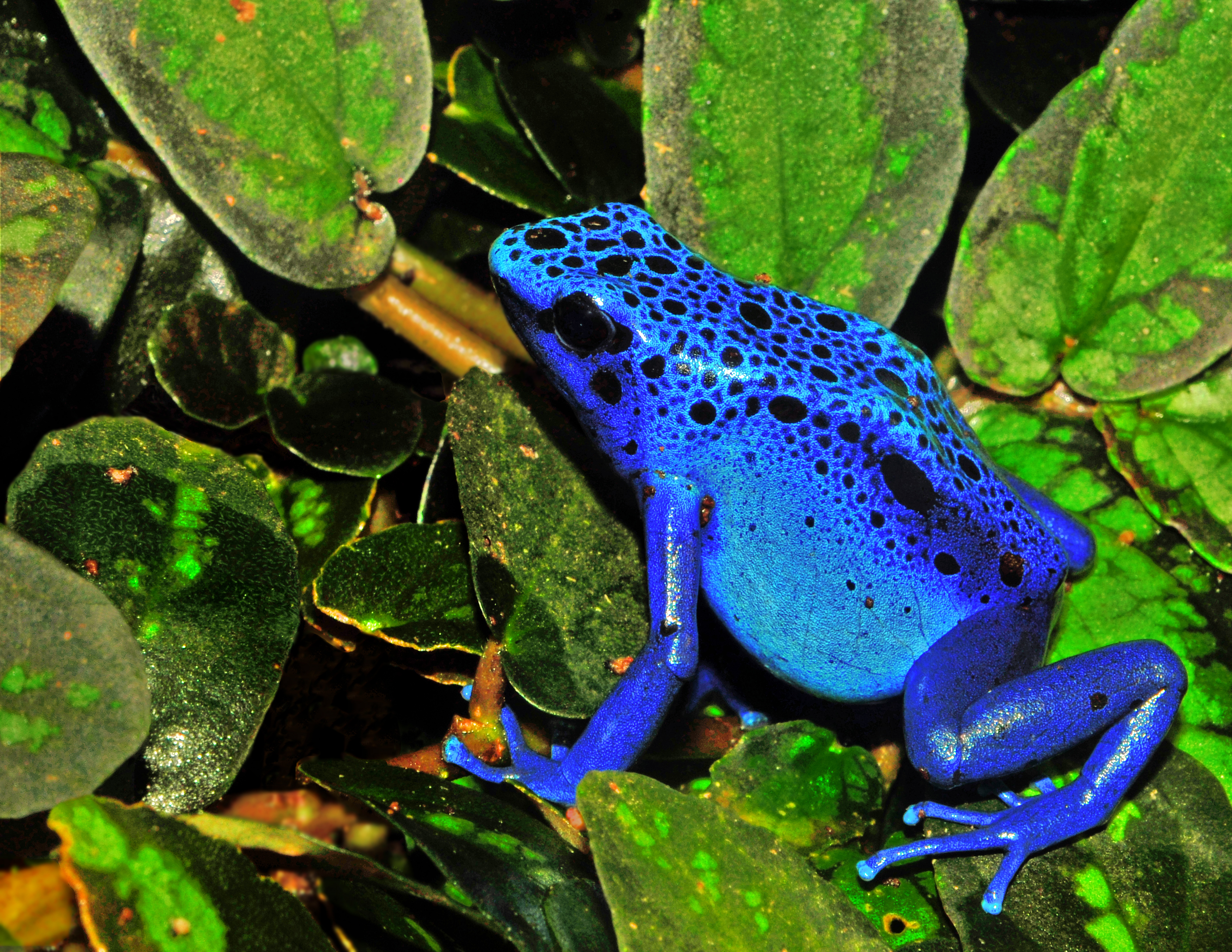
파란색 독화살 개구리
대머리우아카리
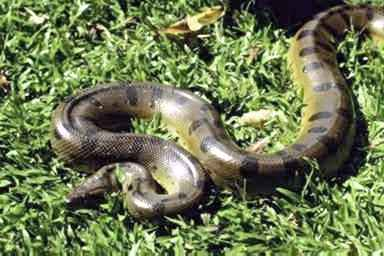
그린아나콘다
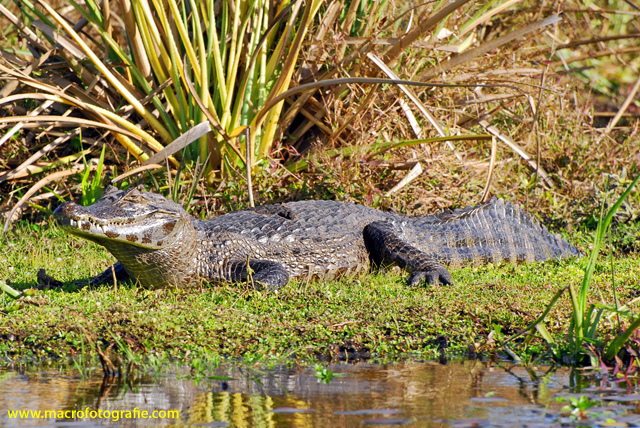
검은카이만
재규어
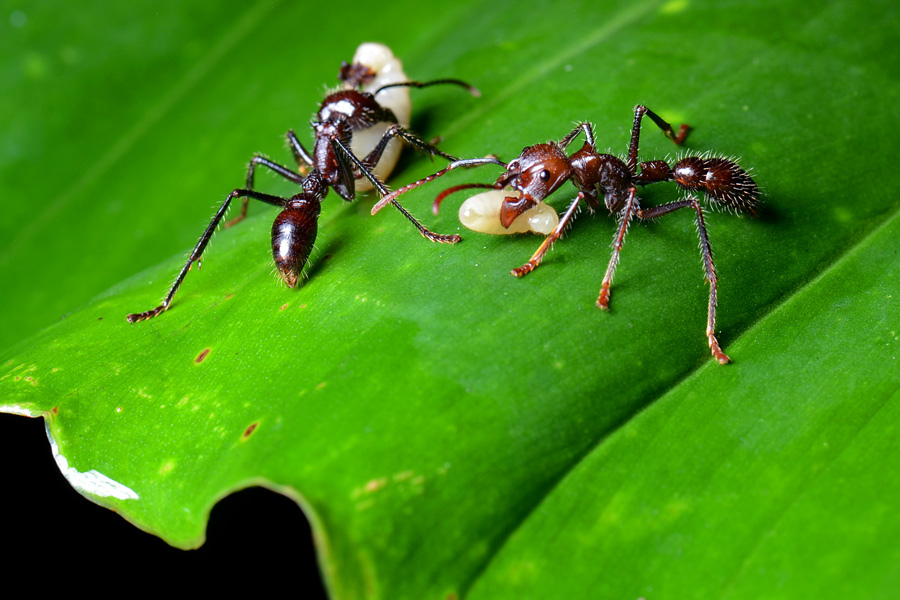
총알개미는 극도로 고통스러운 침을 가지고 있다.
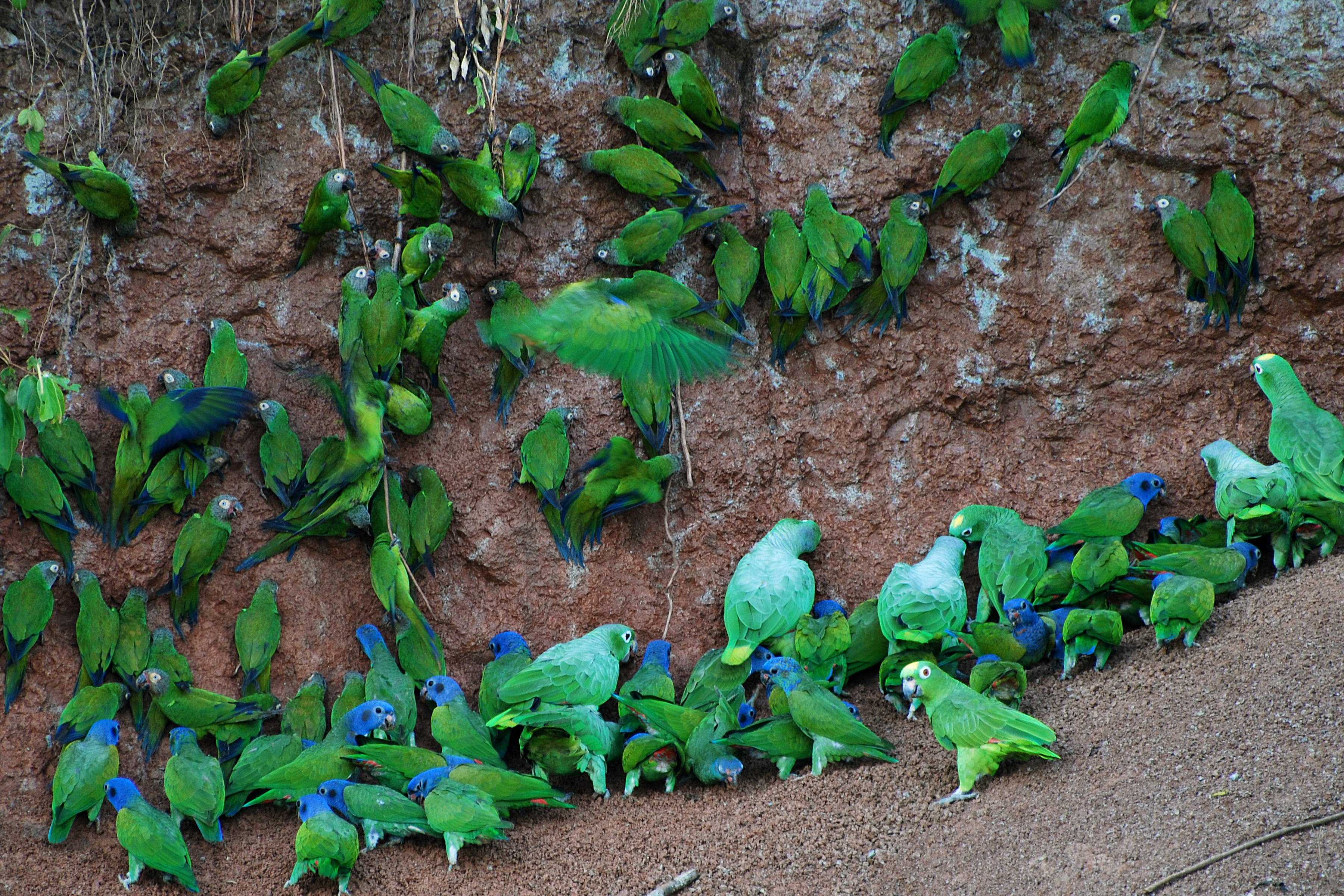
에콰도르 야수니 국립공원의 점토 핥기 중인 앵무새들
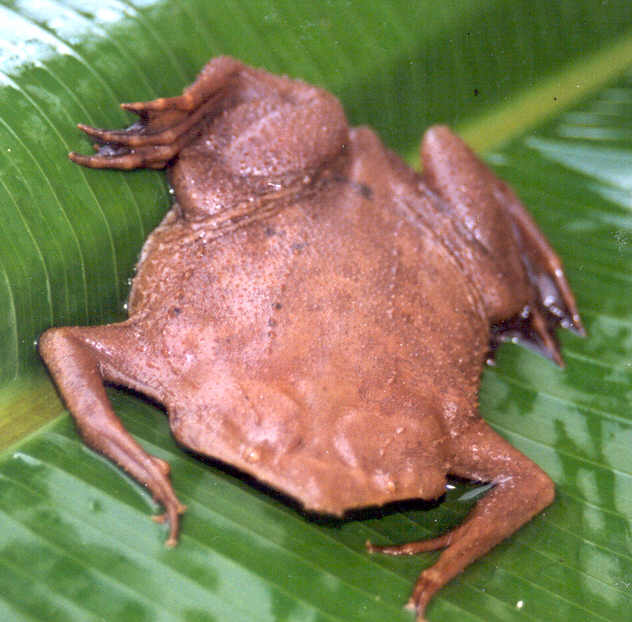
피파두꺼비, 아마존에서 발견되는 개구리 종
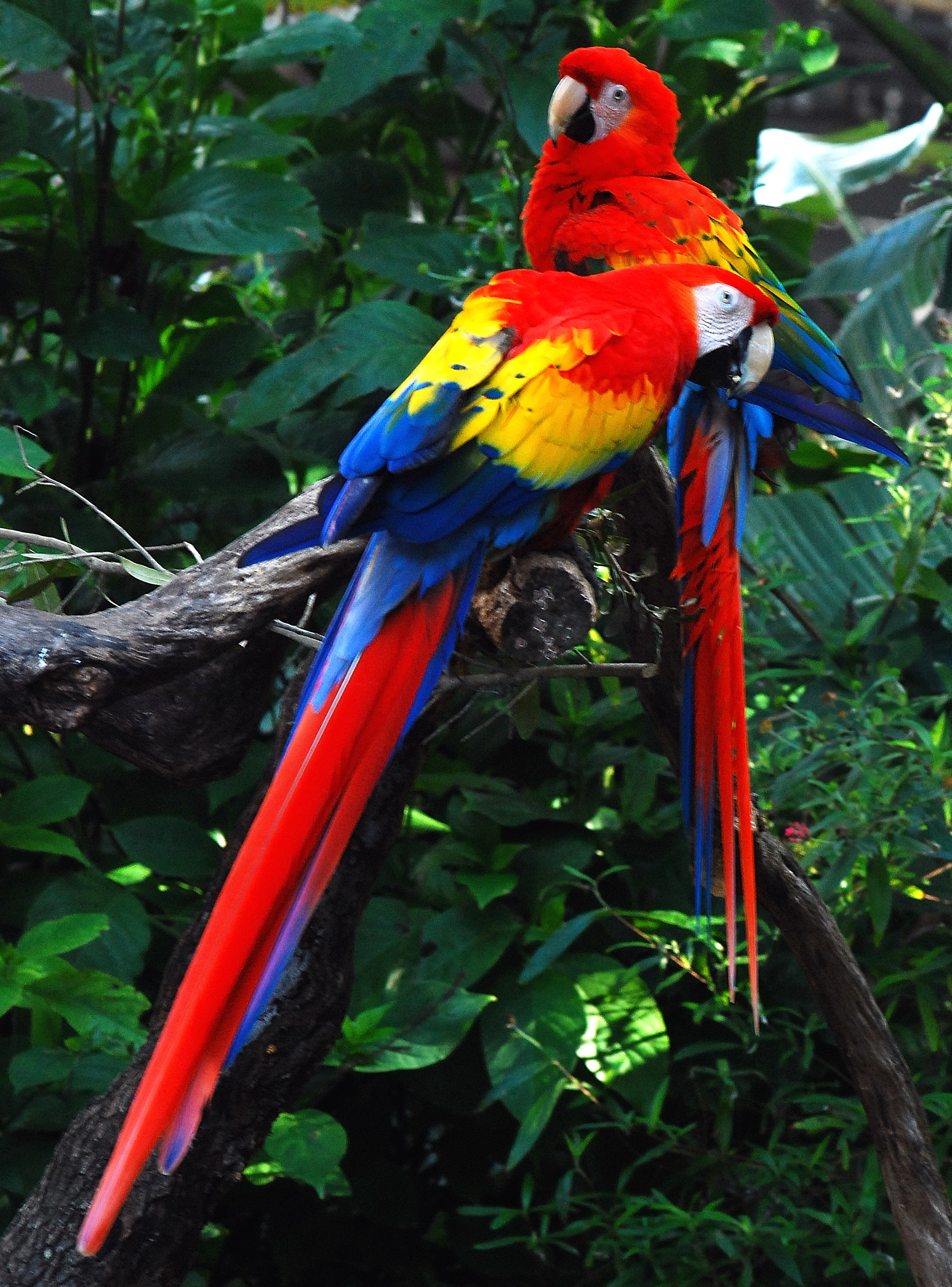
스칼렛 마코는 아메리카 열대 지방의 토착종이다.
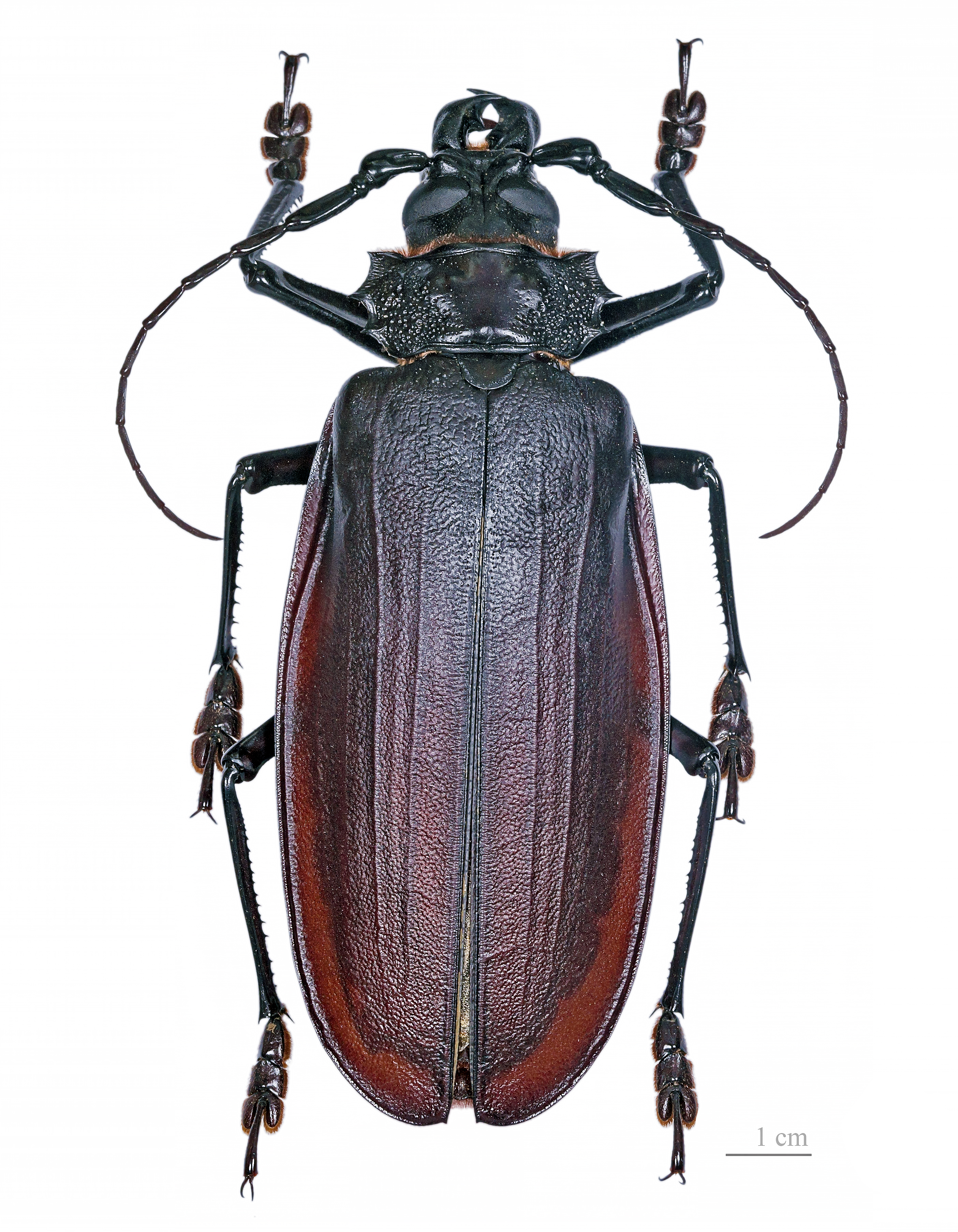
타이탄하늘소는 주로 아마존 우림과 관련이 있지만, 생태학적 조건이 좋으면 남아메리카 다른 지역에서도 발견될 수 있다.

## 탈산림화

아마존 우림의 대부분을 차지하는 브라질의 열대 원시림 산림 손실은 다른 국가들을 크게 능가한다.

전반적으로, 아마존 우림의 20%는 "변형"(탈산림화)되었고 6%는 "고도로 훼손"되어 아마존 워치는 아마조니아가 전환점 위기에 처해 있다고 경고했다.

탈산림화는 숲이 우거진 지역을 숲이 없는 지역으로 바꾸는 것이다. 아마존 탈산림화의 주요 원인은 인간 정착과 토지 개발이다. 2022년 현재 아마존 우림의 약 20%가 이미 산림이 파괴되었고, 추가로 6%가 "심각하게 훼손"되었다. 연구에 따르면 약 20~25%에 도달하면(따라서 0~5% 더 증가), 숲이 아닌 생태계, 즉 훼손된 사바나로 전환되는 전환점에 도달할 것이다(동부, 남부, 중부 아마조니아에서). 이러한 사바나화 과정은 완전히 효력을 발휘하는 데 수십 년이 걸릴 것이다.
1960년대 초 이전에는 숲 내부로의 접근이 매우 제한적이었고, 숲은 기본적으로 온전하게 남아 있었다. 1960년대에 설립된 농장들은 작물 재배와 불태우고 경작하는 방식에 기반을 두었다. 그러나 개척자들은 토양 비옥도의 손실과 잡초 침입으로 인해 밭과 작물을 관리할 수 없었다. 아마존의 토양은 짧은 기간 동안만 생산적이어서 농부들은 끊임없이 새로운 지역으로 이동하고 더 많은 땅을 개간한다. 이러한 농업 관행은 탈산림화로 이어지고 광범위한 환경 피해를 야기했다. 탈산림화는 상당하며, 숲이 제거된 지역은 우주에서도 육안으로 볼 수 있다.
1970년대에 트랜스아마존 고속도로 건설이 시작되었다. 이 고속도로는 아마존 우림에 큰 위협을 가했다. 고속도로는 아직 완공되지 않아 환경 피해를 제한하고 있다.
1991년에서 2000년 사이에 아마존에서 사라진 총 산림 면적은 415,000 to 587,000 km2 (160,000 to 227,000 mi2)으로 증가했으며, 사라진 숲의 대부분은 소를 위한 목장으로 사용되었다. 아마존의 이전에 숲이 우거진 땅의 70%와 1970년 이후 탈산림화된 땅의 91%가 가축 목초지로 사용되었다. 현재 브라질은 콩의 세계 최대 생산국이다. 그러나 Leydimere Oliveira 외 연구진이 수행한 새로운 연구에 따르면 아마존에서 우림이 벌채될수록 해당 지역의 강수량이 감소하여 헥타르당 수확량이 낮아진다. 따라서 일반적인 인식과는 달리, 브라질은 우림 지역을 벌채하여 목초지로 전환함으로써 경제적 이점을 얻지 못했다.

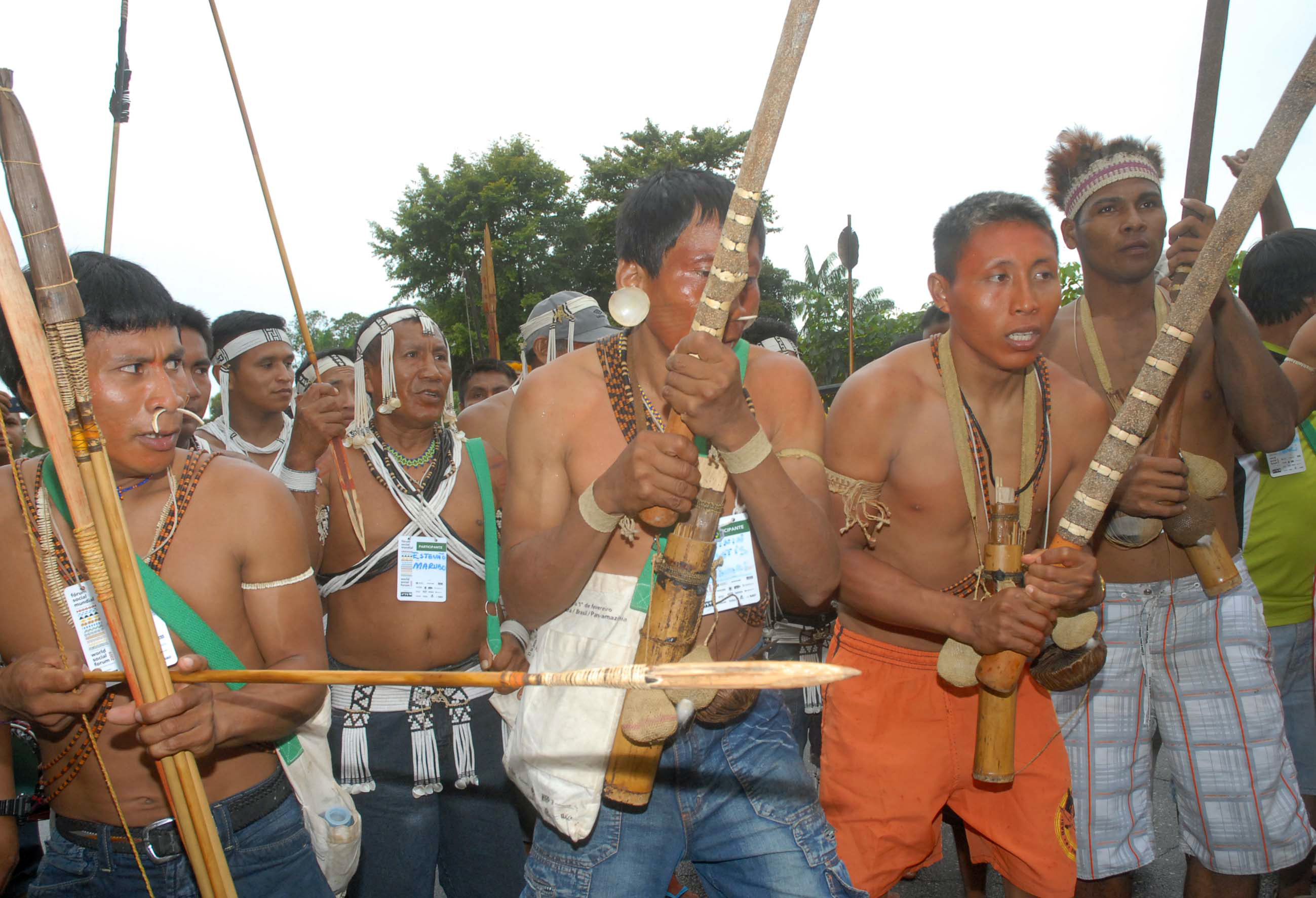
자바리 계곡의 원주민 시위대 (벨렝, 2009)

콩 농부들의 요구는 현재 아마존에서 개발 중인 많은 논란의 여지가 있는 운송 프로젝트를 정당화하는 데 사용되었다. 처음 두 개의 고속도로는 우림을 성공적으로 개방하여 정착과 탈산림화를 증가시켰다. 2000년에서 2005년까지의 평균 연간 탈산림화율(22,392 km2 or 8,646 mi2/년)은 이전 5년(19,018 km2 or 7,343 mi2/년)보다 18% 높았다. 2004년과 2014년 사이에 브라질 아마존의 탈산림화는 크게 감소했지만, 현재까지 증가하고 있다.

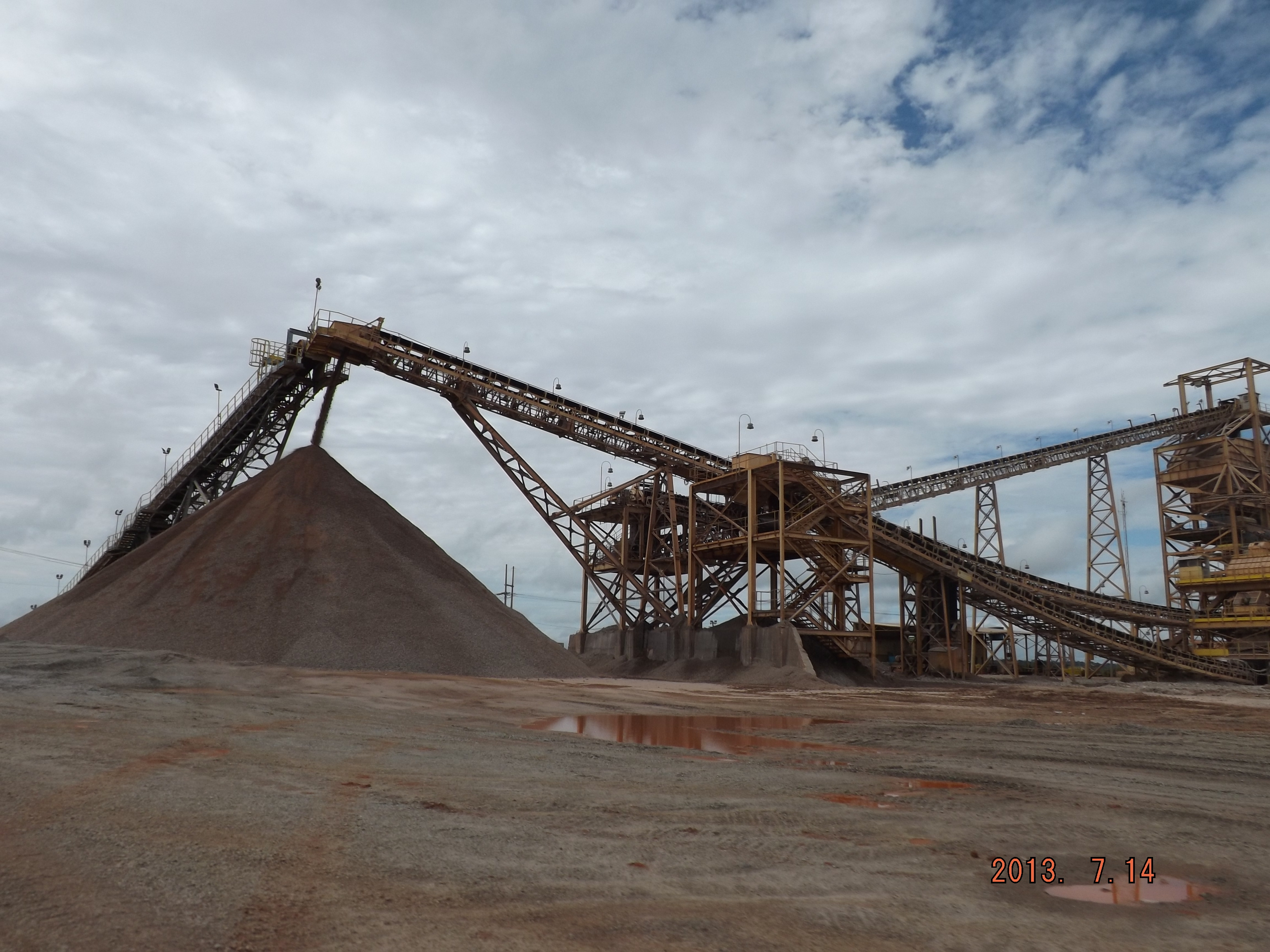
아마존 우림의 브라질 광산 작업.

브라질의 자이르 보우소나루 대통령은 농경지에 대한 규제 완화를 지지해왔다. 그는 재임 기간 동안 더 많은 탈산림화와 아마존의 풍부한 천연자원 개발을 허용했다. 2021년에는 탈산림화가 15년 만에 최고치를 기록했다.
아마존 우림에서 화석연료 매장지가 발견된 이후, 유전 시추 활동은 꾸준히 증가하여 1970년대 서부 아마존에서 최고조에 달했고 2000년대에 또 다른 시추 붐을 일으켰다. 석유 회사들은 숲을 가로지르는 새로운 도로를 개설하여 작업을 시작해야 하며, 이는 종종 이 지역의 탈산림화에 기여한다. 아마존 지역의 9.4%가 유전의 영향을 받는다.
광업 또한 탈산림화의 주요 원인이다. 아마존 우림 면적의 17%가 광업의 영향을 받는다.
태양열 및 풍력 에너지, 디지털화로 인해 주석의 주요 광석인 석석(금 채굴 자금 조달에도 사용됨), 망가니즈, 구리에 대한 수요가 증가하여 많은 불법 광부들이 아마존으로 유입되었다. 이는 탈산림화, 다양한 환경 및 사회적 문제를 야기했다. 수력 발전 또한 아마존에서 상당한 문제를 야기한다. 이러한 활동은 세계우림운동에 의해 "녹색 추출주의"로 정의된다.
세계 최대 자유 무역 지역 중 하나가 될 유럽 연합–메르코수르 자유 무역 협정은 환경 운동가들과 원주민 권리 운동가들에 의해 비난받았다. 이 협정이 브라질 소고기에 대한 시장 접근을 확대하여 아마존 우림의 더 많은 탈산림화로 이어질 수 있다는 우려가 있다.
2021년 11월 브라질 INPE의 위성 데이터에 기반한 보고서에 따르면, 탈산림화는 2020년 대비 22% 증가했으며 2006년 이후 최고 수준이다.

### 2019년 화재
2019년 브라질에서는 72,843건의 화재가 발생했으며, 이 중 절반 이상이 아마존 지역에서 발생했다. 2019년 8월에는 기록적인 수의 화재가 발생했다. 브라질 아마존의 탈산림화는 2019년 6월에 2018년 같은 달에 비해 88% 이상 증가했다.

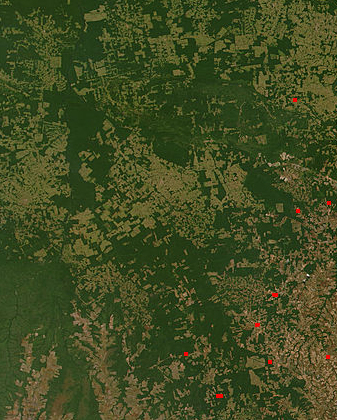
나사 위성으로 관측한 브라질 마투그로수주의 탈산림화. 숲이 농지로 변하는 모습이 개발 중인 더 옅은 사각형 지역으로 명확하게 보인다.
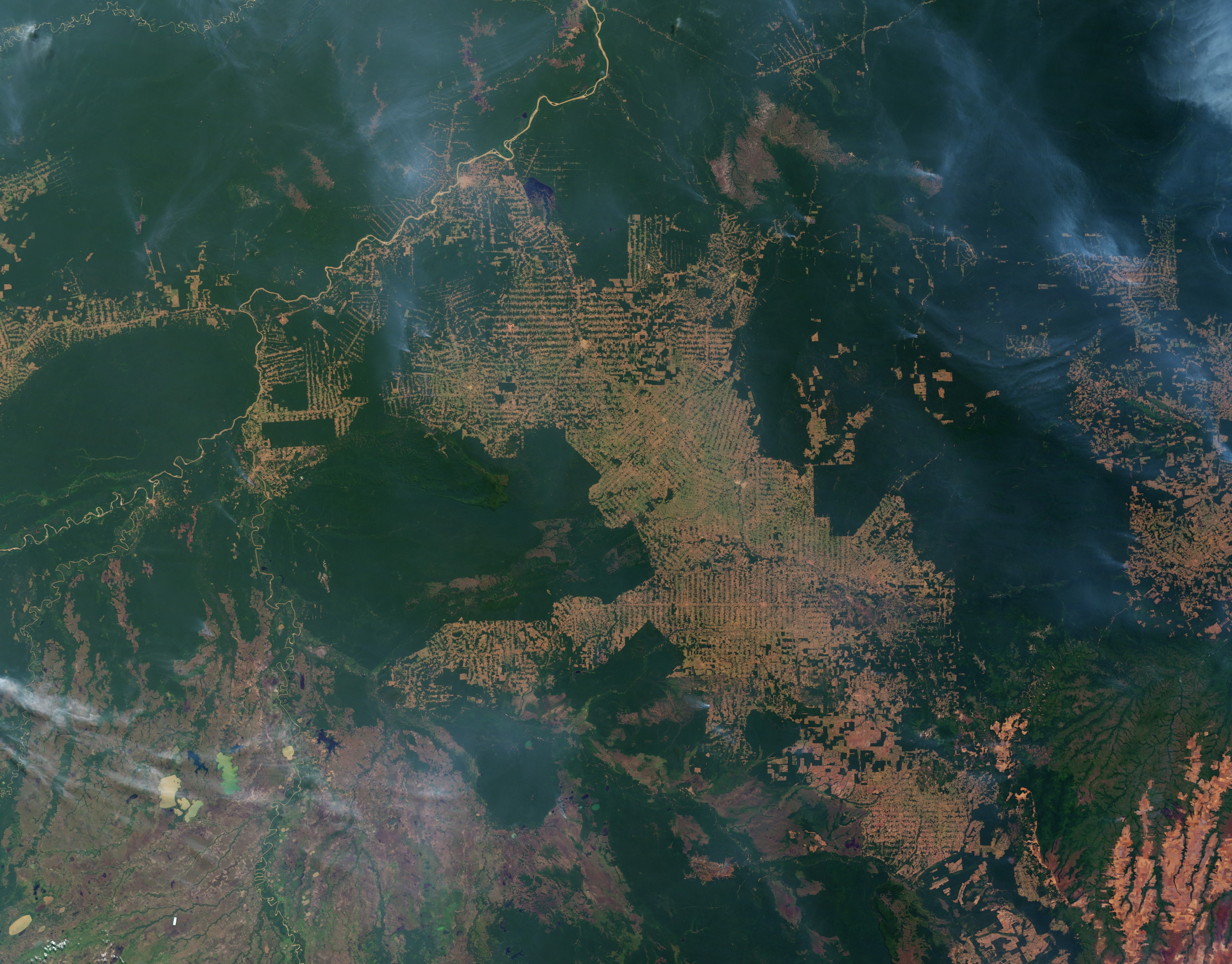
혼도니아주의 화재 및 탈산림화
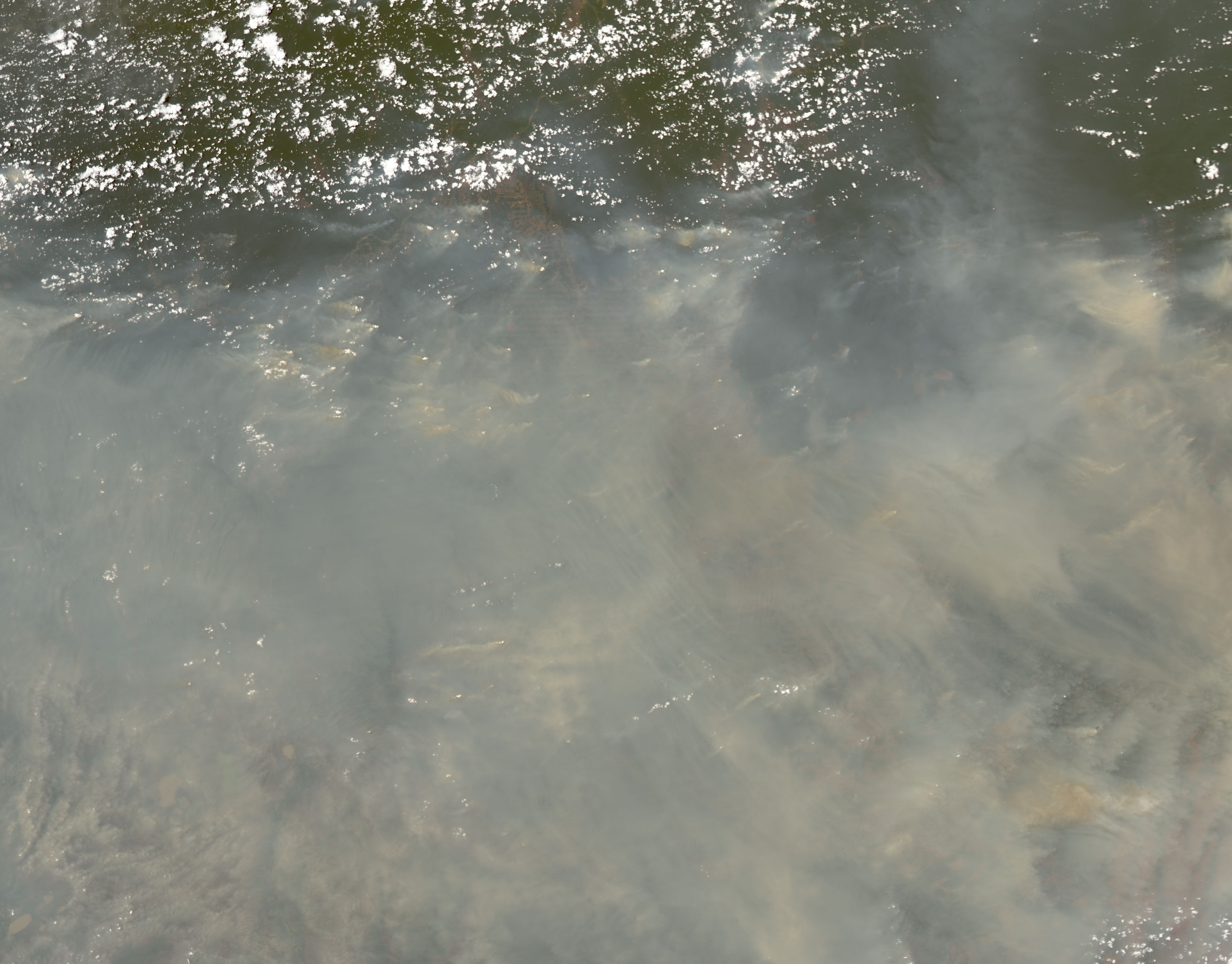
아마존의 숲 개간의 한 가지 결과: 숲 위에 드리워진 짙은 연기
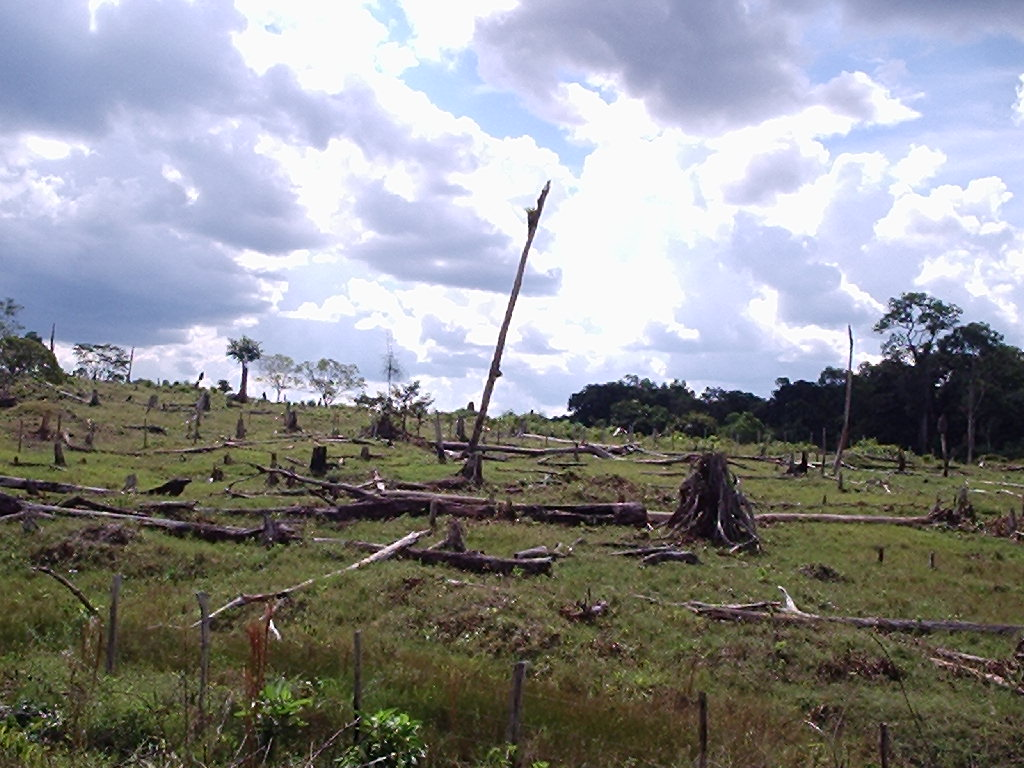
탈산림화가 나무의 자연 서식지에 미치는 영향

화재로 피해를 입은 산림 면적 증가는 브라질 정부의 환경 규제 완화와 일치했다. 특히, 2008년 이 규제가 시행되기 전에도 화재 피해 면적은 2009-2018년 규제 기간보다 더 넓었다. 이러한 화재가 아마존 분지의 중심부로 계속 가까워지면서 생물 다양성에 미치는 영향은 더욱 커질 것이며, 누적 화재 피해 면적은 영향을 받은 종의 수와 상관 관계가 있다.

## 산림 보호 및 기후 변화

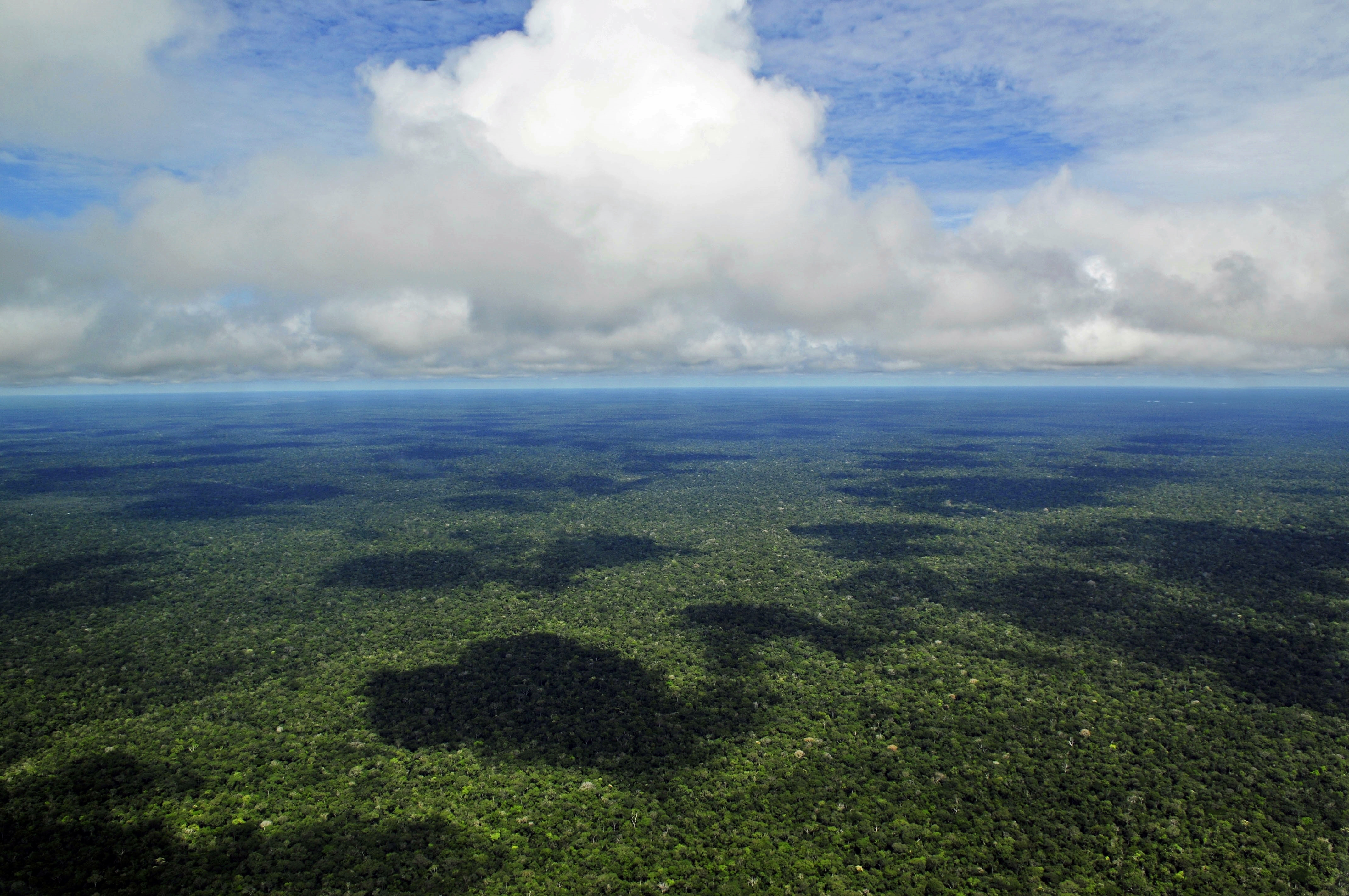
아마존 우림

환경 운동가들은 산림 파괴로 인한 생물 다양성 손실과 식생 내에 포함된 탄소의 방출로 인한 지구 온난화 가속화에 대해 우려하고 있다. 아마존 상록수림은 전 세계 육상 일차 생산량의 약 10%와 생태계 탄소 저장량의 10%를 차지한다 – 약 1.1 × 1011 톤의 탄소이다. 아마존 숲은 1975년과 1996년 사이에 연간 헥타르당 0.62 ± 0.37톤의 탄소를 축적한 것으로 추정된다. 2021년에는 아마존이 처음으로 흡수하는 것보다 더 많은 온실가스를 배출했다고 보고되었다. 종종 지구 산소의 4분의 1 이상을 생산한다고 언급되지만, 이 자주 인용되지만 오용되는 통계는 사실 산소 회전율을 나타낸다. 생태계의 순 기여는 거의 0이다.

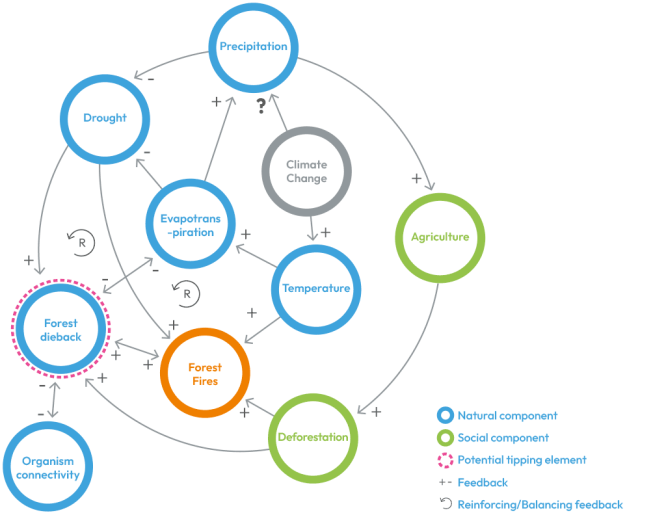
2023년 지구 전환점 보고서에 따른 아마존 우림의 전환점 연쇄 반응. 아마존의 잠재적 전환점에는 지구 온도 3~4°C 상승과 40% 이상의 탈산림화 수준이 포함된다.

온실 기체 배출로 인한 미래 기후 변화의 한 컴퓨터 모델은 아마존 우림이 심각하게 감소된 강수량과 증가된 온도 조건에서 지속 불가능해질 수 있으며, 이는 2100년까지 분지의 우림 피복이 거의 완전히 손실될 수 있음을 보여준다., 그리고 전환점을 피하지 못할 경우 심각한 경제적, 자연 자본 및 생태계 서비스 영향이 발생할 수 있다. 그러나 다양한 모델에 걸친 아마존 분지 기후 변화 시뮬레이션은 강우량 반응 추정에서 일관성이 없으며, 약한 증가에서 강한 감소에 이른다. 이 결과는 우림이 탈산림화뿐만 아니라 21세기 동안 기후 변화로 인해 위협받을 수 있음을 나타낸다.

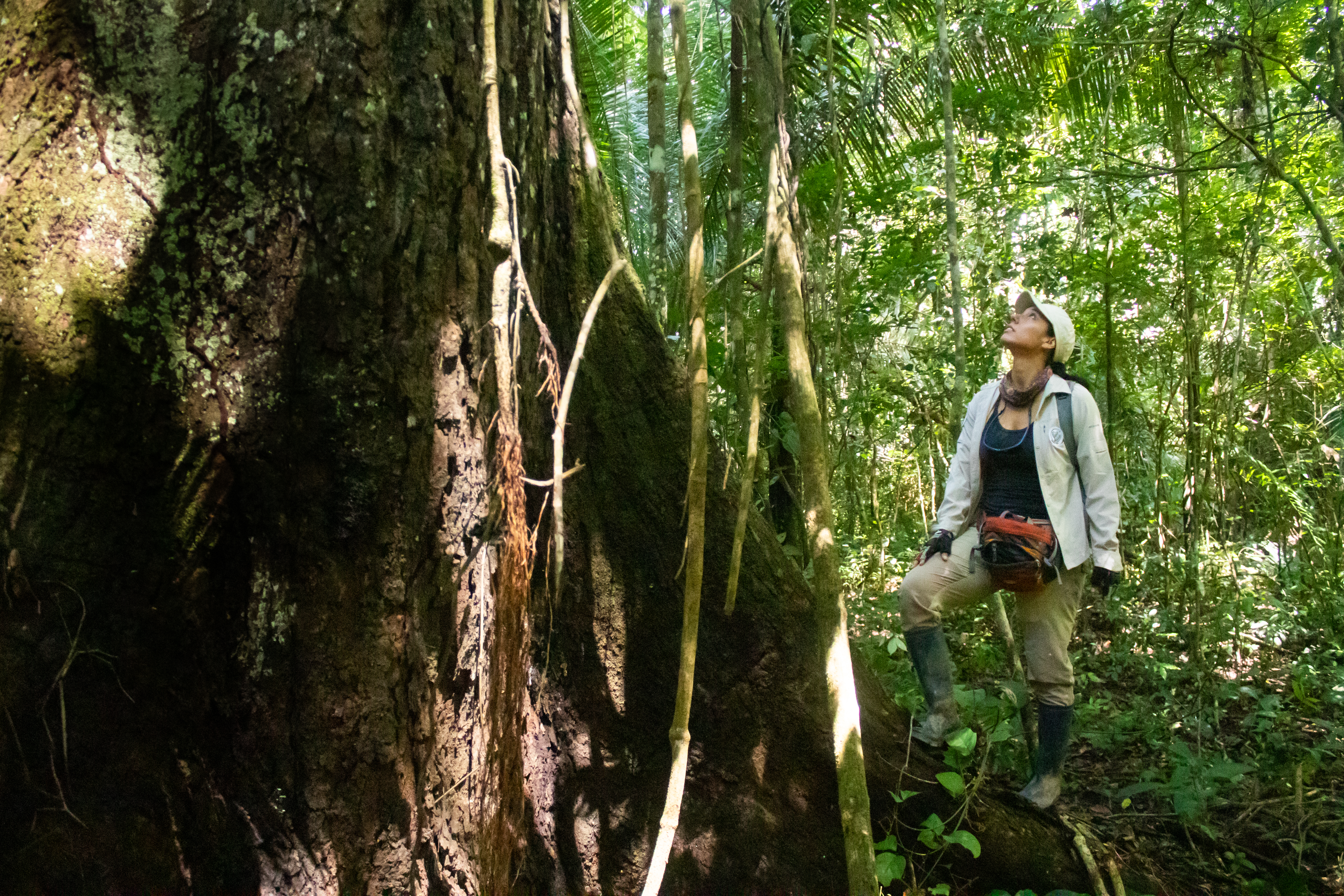
페루 아마조니아의 Dipteryx micrantha 나무와 페루 연구원 Tatiana Espinosa.

1989년 환경운동가 C.M. 피터스와 두 동료는 우림을 보호하는 데 생물학적 동기뿐만 아니라 경제적 동기도 있다고 주장했다. 페루 아마존의 1헥타르는 과일, 라텍스, 목재를 지속 가능하게 수확하는 온전한 숲으로 사용될 경우 6,820달러의 가치를 가지며, 상업용 목재(지속 가능하게 수확되지 않은)를 위해 벌채될 경우 1,000달러, 소 방목지로 사용될 경우 148달러의 가치를 가질 수 있다고 계산되었다.

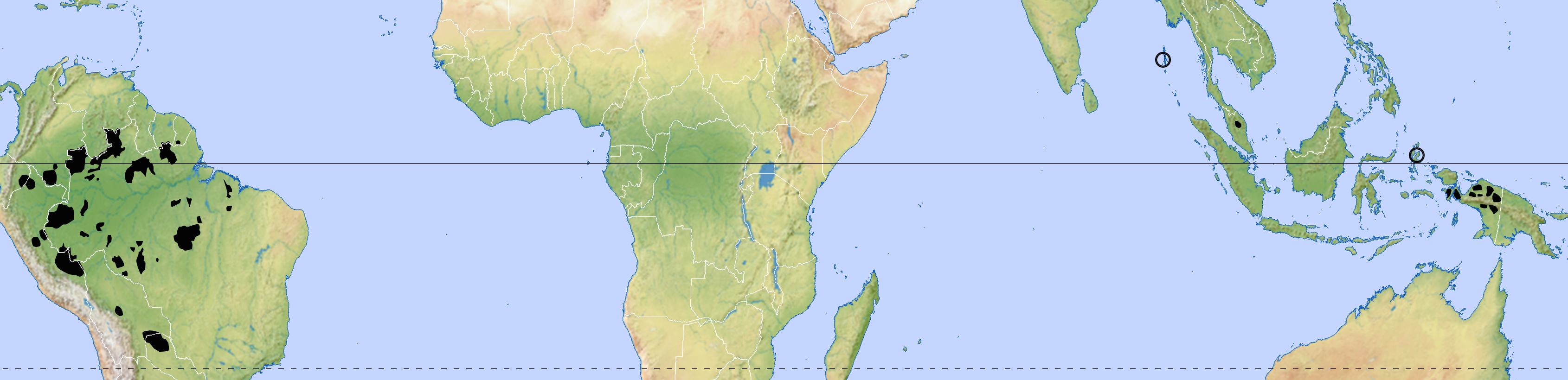
21세기 초 미접촉부족의 지도.

탈산림화와 생태계 학살(예를 들어 페루 아마조니아에서와 같이)로 인해 원주민 영토가 계속 파괴되면서, 원주민의 우림 공동체는 계속 사라지고 있으며, 우라리나족과 같은 다른 공동체는 문화적 생존과 숲이 우거진 영토의 운명을 위해 계속 투쟁하고 있다. 한편, 아마존 저지대 원주민의 생계와 상징에 있어 비인간 영장류와의 관계는 민족 생물학 및 지역사회 기반 보전 노력과 마찬가지로 점점 더 많은 관심을 받고 있다.
2002년부터 2006년까지 아마존 우림의 보전된 토지는 거의 세 배 증가했으며, 탈산림화율은 60%까지 감소했다. 약 1,000,000 km2 (250,000,000 ac)의 토지가 어떤 형태로든 보전되었으며, 이는 현재 총 1,730,000 km2 (430,000,000 ac)에 달한다.
2019년 4월, 에콰도르 법원은 아마존 우림의 180,000 헥타르 (440,000 ac) 지역에서 석유 탐사 활동을 중단시켰다.
2019년 7월, 에콰도르 법원은 정부가 숲이 있는 지역을 석유 회사에 매각하는 것을 금지했다.
2019년 9월, 미국과 브라질은 아마존에서 민간 부문 개발을 추진하기로 합의했다. 또한 민간 부문이 주도하는 아마존 생물 다양성 보전 기금으로 1억 달러를 약정했다. 브라질 외무장관은 우림을 경제 개발에 개방하는 것이 우림을 보호하는 유일한 방법이라고 밝혔다.

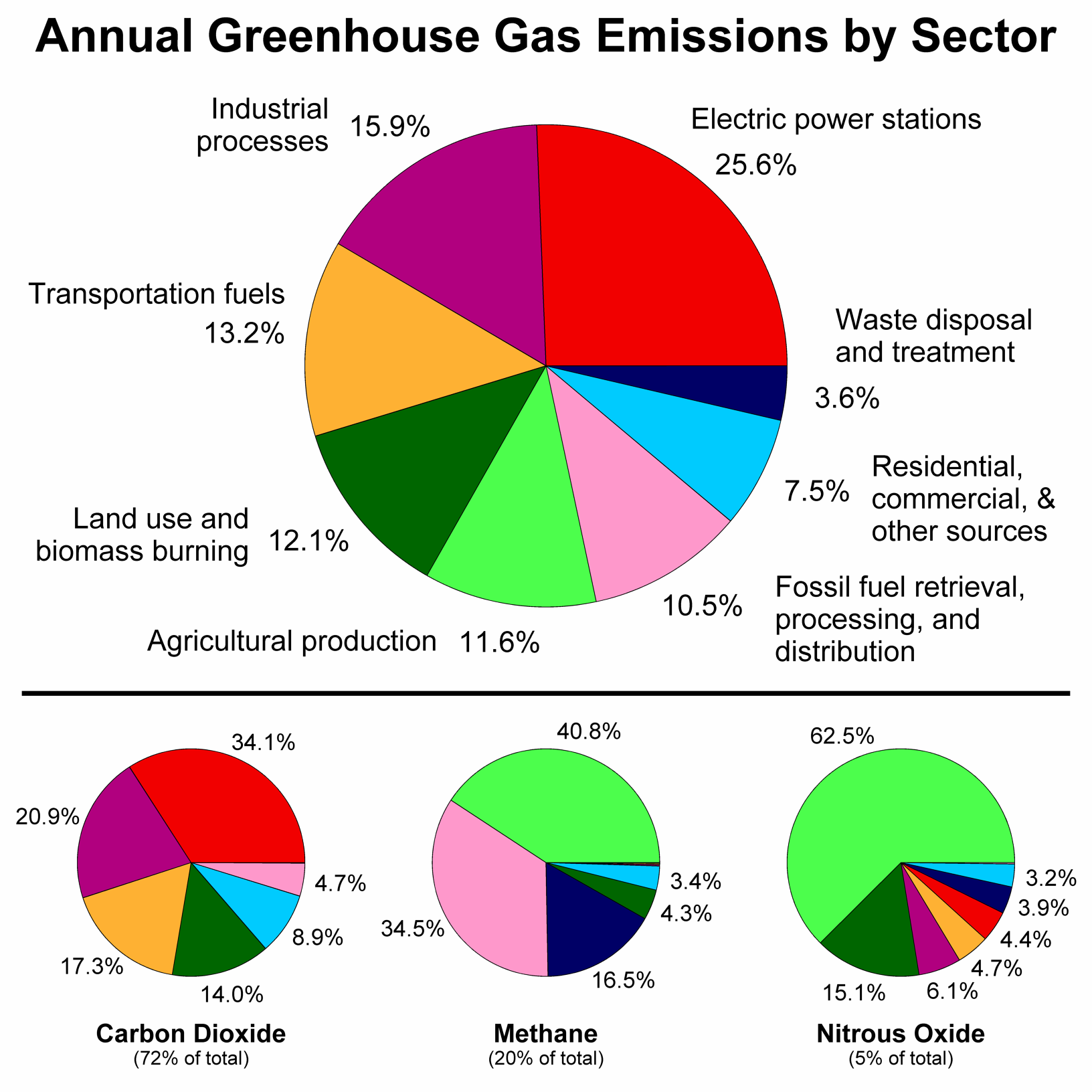
2000년 부문별 인간 활동으로 인한 온실가스 배출량.
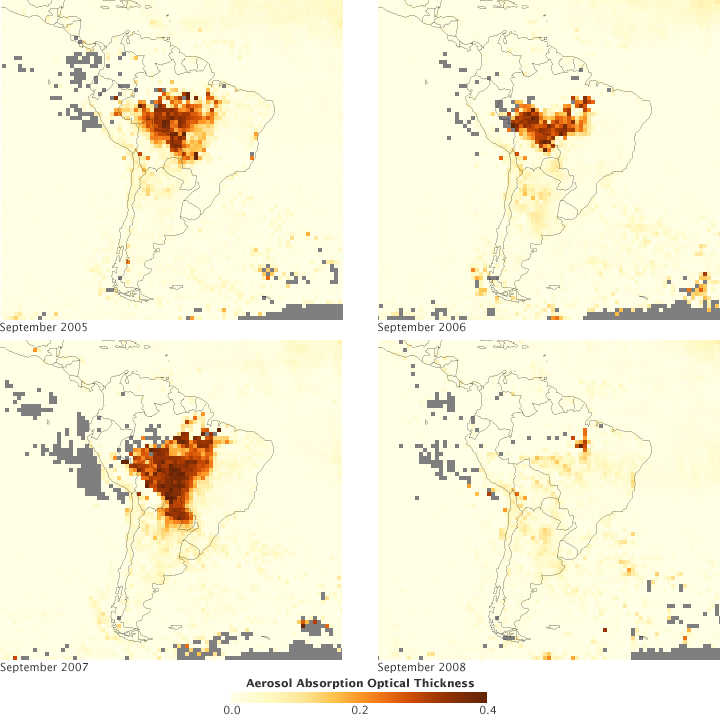
4년간의 산불 시즌(2005년부터 2008년까지) 동안 매년 9월 아마존 상공의 에어로졸. 연무질 규모(노란색에서 짙은 붉은 갈색)는 햇빛을 흡수하는 입자의 상대적 양을 나타낸다.
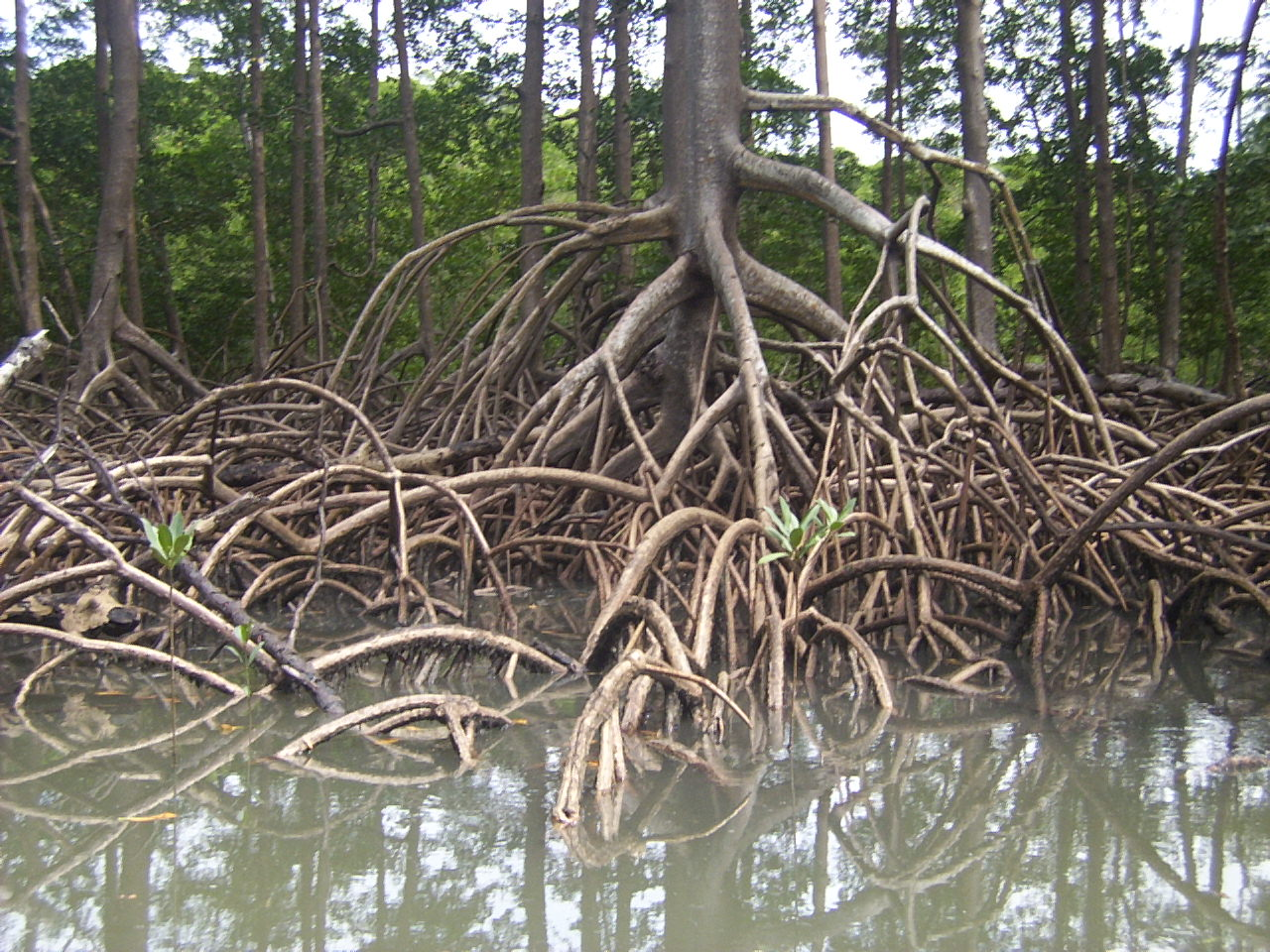
아마존강의 홍수림 빨강나무 뿌리.
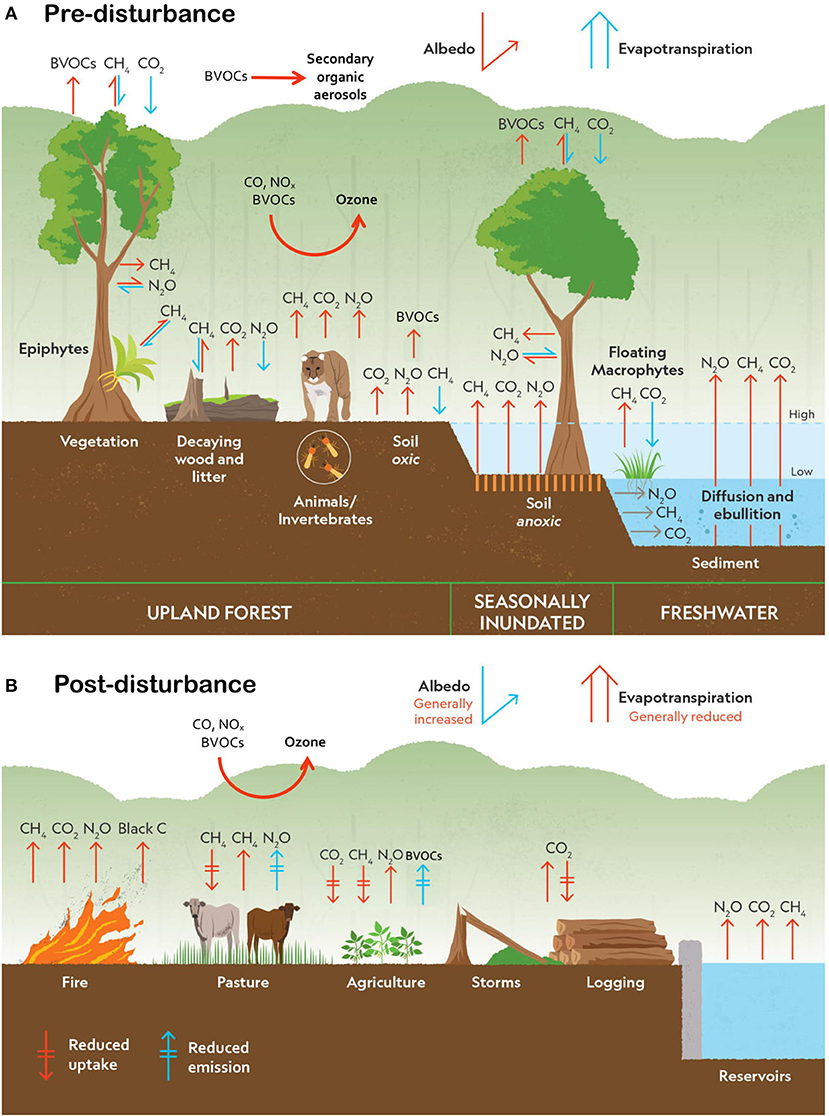
열대우림의 기후 변화 교란.

2009년 연구에 따르면 2100년까지 전 세계 기온이 4°C(산업화 이전 수준 대비) 상승하면 아마존 우림의 85%가 소멸하고, 3°C 상승하면 아마존의 약 75%가 소멸할 것이라고 예측되었다.

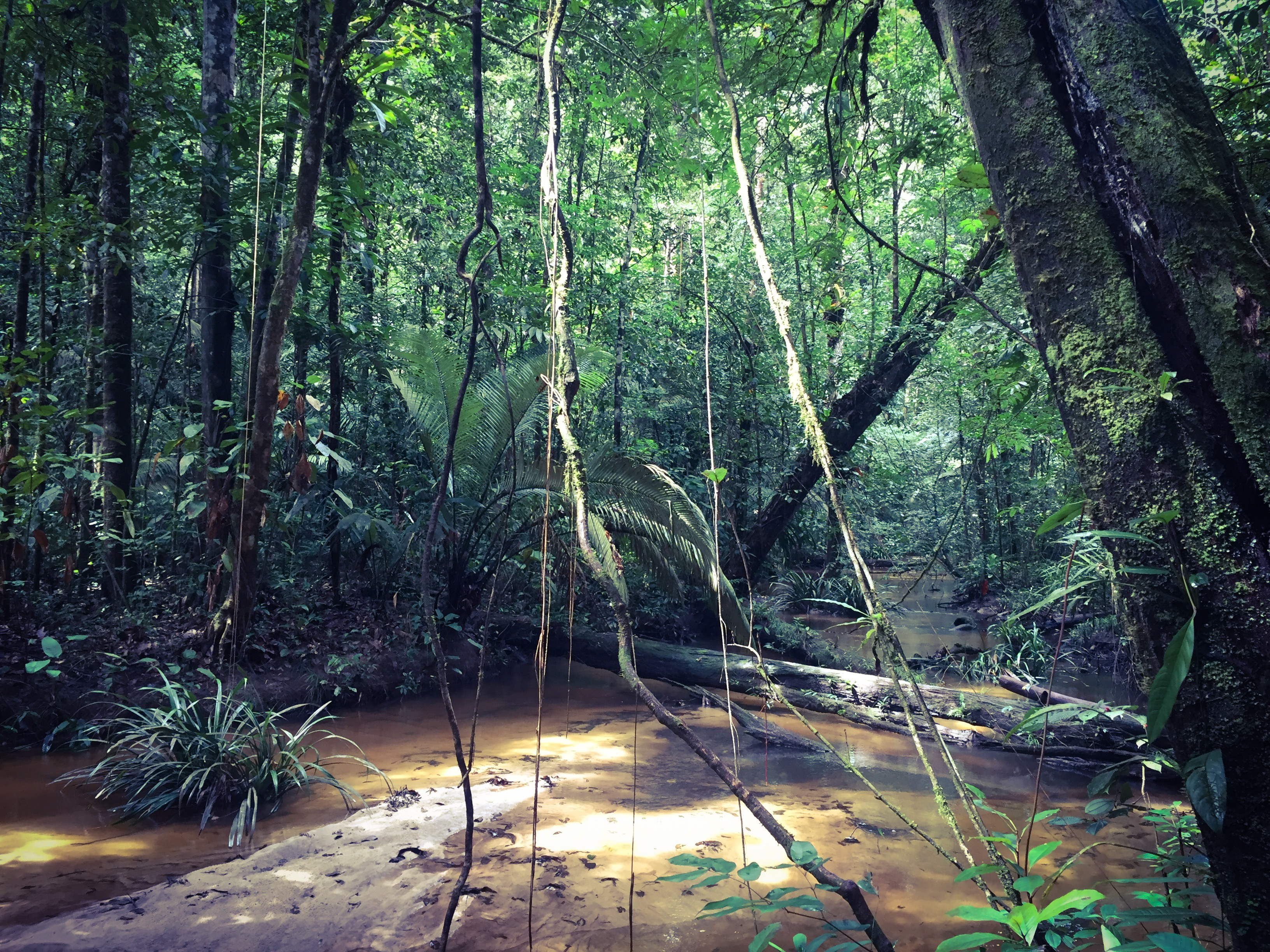
프랑스령 기아나의 기아나 아마존 공원.

브라질 아마존의 국제 환경 과학자 팀의 새로운 연구는 통합적인 담수-육상 계획을 통해 담수 생물 다양성 보호를 최대 600%까지 늘릴 수 있음을 보여준다.
.
아마존 우림 지역의 탈산림화는 지역 기후에 부정적인 영향을 미친다. 이는 2014-2015년 브라질의 심각한 가뭄의 주요 원인 중 하나였다. 이는 숲의 습기가 브라질, 파라과이, 아르헨티나의 강우에 중요하기 때문이다. 아마존 지역 강우량의 절반은 숲에서 생성된다.
2021년 과학적 종합 결과에 따르면, 지구 온난화 측면에서 아마존 우림이 있는 아마존 분지는 현재 전반적으로 온실 기체를 흡수하는 것보다 더 많이 배출하고 있다. 이 지역의 기후 변화 영향과 인간 활동(주로 산불, 현재 토지 이용 및 탈산림화)은 순 온난화 효과를 야기하는 강제 요인의 방출을 초래하고 있다.
2022년 에콰도르 대법원은 "어떠한 경우에도 지역사회와 자연의 집단적 권리에 과도한 희생을 초래하는 프로젝트는 수행될 수 없다"고 판결했다. 또한 정부는 토지에 대한 다양한 산업 프로젝트에 대해 원주민의 의견을 존중할 것을 요구했다. 이 결정의 지지자들은 이 결정이 에콰도르를 훨씬 넘어선 영향을 미 미칠 것이라고 주장한다. 일반적으로 생태계는 원주민이 토지를 소유하거나 관리할 때 더 좋은 상태를 유지한다.
루이스 이나시우 룰라 다 시우바의 보전 정책 덕분에 2023년 첫 10개월 동안 브라질 아마존의 탈산림화는 2022년 같은 기간에 비해 약 50% 감소했다. 이는 기록적인 최악의 가뭄에도 불구하고 발생한 일이다. 기후 변화, 엘니뇨, 탈산림화는 아마존의 가뭄 가능성을 높인다.
아마존 보존 협회의 MAAP 산림 모니터링 프로그램에 따르면, 2023년 1월 1일부터 11월 8일까지 아마존의 탈산림화율은 2022년 같은 기간에 비해 56% 감소했다. 주요 원인은 정부 정책으로 인한 브라질의 탈산림화율 감소이며, 콜롬비아, 페루, 볼리비아도 탈산림화를 줄였다.
2024년 1월에 발표된 데이터는 2023년 아마존 우림의 탈산림화율이 2022년 대비 50% 감소했으며, 인접한 세하두 지역의 식생 손실은 43% 증가했음을 보여주었다. 두 생물 군계는 합쳐서 12,980 km²의 면적을 잃었으며, 이는 2022년보다 18% 적은 수치이다.

### 보이는 앵커|21세기 초 아마존 가뭄의 영향|Impact_of_early_21st_century_Amazon_droughts
2005년 아마존 분지 일부는 100년 만에 최악의 가뭄을 겪었으며, 2006년에는 두 번째 연속 가뭄이 발생했을 가능성이 있다는 징후가 있었다. 2006년 영국 신문 더 인디펜던트 기사는 우즈홀연구센터의 연구 결과를 보도했는데, 현재 상태의 숲이 3년간의 가뭄을 견딜 수 있을 뿐이라고 밝혔다. 브라질 국립 아마존 연구소의 과학자들은 이 가뭄 반응이 지역 기후에 대한 탈산림화의 영향과 결합하여 우림을 돌이킬 수 없이 죽기 시작하는 "전환점"으로 몰아넣고 있다고 기사에서 주장했다. 이들은 숲이 사바나나 사막으로 변할 위기에 처해 있으며, 이는 세계 기후에 파괴적인 결과를 초래할 것이라고 결론지었다. 2020년 10월 《네이처 커뮤니케이션즈》에 발표된 연구는 아마존 우림의 약 40%가 강수량 감소로 인해 사바나와 같은 생태계로 변할 위험이 있다고 밝혔다. 네이처 기후 변화에 발표된 연구는 2000년대 초반 이후 아마존 우림의 4분의 3 이상이 회복력을 잃어가고 있다는 직접적인 경험적 증거를 제공하며, 이는 생물 다양성, 탄소 저장 및 전 세계적 규모의 기후 변화에 심각한 영향을 미칠 수 있는 고사 위험을 초래한다. 수백 건의 기후 모델 시뮬레이션을 사용한 2025년 연구에 따르면, 지구 온난화가 일시적으로 1.5°C를 초과하더라도 아마존 숲 고사 위험이 크게 증가할 것이라고 한다.
세계자연기금에 따르면, 기후 변화와 탈산림화의 결합은 고사목의 건조 효과를 증가시켜 산불을 부추긴다.
2010년 아마존 우림은 또 다른 심각한 가뭄을 겪었는데, 어떤 면에서는 2005년 가뭄보다 더 심했다. affected 지역은 약 3,000,000 km2 (1,160,000 mi2)의 우림이었으며, 2005년에는 1,900,000 km2 (734,000 mi2)이었다. 2010년 가뭄은 식생이 고사한 세 개의 진원지를 가졌으며, 2005년에는 가뭄이 남서부에 집중되었다. 이 연구 결과는 저널 사이언스에 발표되었다. 일반적인 해에는 아마존이 1.5기가톤의 이산화탄소를 흡수하지만, 2005년에는 5기가톤이 방출되었고 2010년에는 8기가톤이 방출되었다. 2010년, 2015년, 2016년에도 추가적인 심각한 가뭄이 발생했다.
2019년 브라질의 아마존 우림 보호 정책은 대폭 축소되어 심각한 나무 손실을 초래했다. 브라질 INPE에 따르면, 브라질 아마존의 탈산림화는 2020년 첫 3개월 동안 2019년 같은 3개월 기간에 비해 50% 이상 증가했다.
2020년에는 아마존 산불이 17% 증가하여 10년 만에 최악의 산불 시즌 시작을 기록했다. 2020년 8월 첫 10일 동안 10,136건의 화재가 발생했다. 정부 수치 분석 결과, 연방 보호 구역의 화재가 2019년 같은 기간에 비해 81% 증가한 것으로 나타났다. 그러나 자이르 보우소나루 대통령은 자신의 정부가 제시한 데이터에도 불구하고 화재의 존재를 부인하며 "거짓말"이라고 불렀다. 9월에는 세계 최대 우림에서 32,017건의 핫스팟이 위성으로 기록되었는데, 이는 2019년 같은 달보다 61% 증가한 수치이다. 게다가 10월에는 숲의 핫스팟 수가 엄청나게 급증하여(아마존 우림에서 17,000건 이상의 화재가 발생하고 있음) 작년 같은 달에 비해 두 배 이상 감지되었다.

### 산림 친화적 경제의 가능성
2023년 세계은행은 "브라질 아마존 주를 위한 균형 잡힌 행위: 경제 각서"라는 보고서를 발표했다. 이 보고서는 브라질에서 탈산림화로 인한 경제적 손실이 연간 약 3,170억 달러에 달할 수 있으며, 이는 탈산림화를 통해 생산되는 모든 상품의 비용에 비해 약 7배 높다고 명시하며, 아마존 우림 지역에 탈산림화를 기반으로 하지 않는 경제 프로그램을 제안했다.

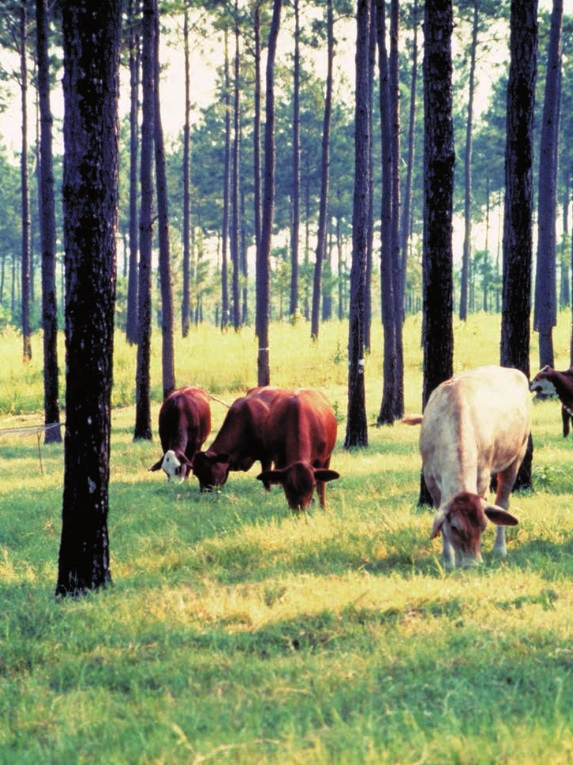
수목 방목은 가축, 사료, 나무를 통합한다. (사진: USDA NAC)

수목 방목(나무, 사료, 방목을 통합)은 이 지역의 탈산림화를 막는 데 도움이 될 수 있다.
세계자연기금(WWF)에 따르면, 생태관광은 아마존이 탈산림화와 기후 변화를 줄이는 데 도움이 될 수 있다. 생태관광은 현재 아마존에서 여전히 거의 실행되지 않고 있는데, 이는 부분적으로는 실행 가능한 장소에 대한 정보 부족 때문이다. 생태관광은 아마존의 원주민 공동체가 수입원과 수익원으로 삼을 수 있는 분야이기도 하다. 2009년 브라질 아마존의 지속 가능한 개발 보호 구역인 아리푸아나강을 따라 브라질 주 환경 및 지속 가능한 개발부 장관이 생태관광 프로젝트를 고려하고 있었다. 또한, 마미라우아 지속가능개발보호구역에는 일부 지역사회 기반 생태관광이 존재한다. 페루 아마존에서도 생태관광이 시행되고 있다. 예를 들어 쿠스코와 마드레 데 디오스 사이에는 몇몇 생태숙소가 존재한다.
2023년 5월 브라질 은행 연합은 육류 가공업체에게 육류가 불법적으로 삼림 벌채된 지역에서 나오지 않도록 보장할 것을 요구하는 새로운 지속 가능성 표준을 시행하기로 결정했다. 새로운 표준을 충족하지 못하는 업체에게는 신용 대출이 주어지지 않을 것이다. 이 결정은 유럽 연합이 삼림 벌채를 막기 위한 규정을 시행하기로 결정한 후에 나온 것이다. 브라질 소고기 수출업자들은 이 표준이 토지 소유주에게 적용되지 않기 때문에 정당하지 않다고 말했다. 브라질 신용 시장의 81%를 차지하는 21개 은행이 이 규칙을 따르기로 동의했다.
콜롬비아 정부의 발표에 따르면, 2023년 첫 9개월 동안 콜롬비아 아마존의 탈산림화율은 전년 동기 대비 70% 감소했으며, 이는 정부의 보전 정책 덕분으로 볼 수 있다. 그중 하나는 숲을 보전하는 지역 주민들에게 대가를 지불하는 것이다.

### 원격탐사

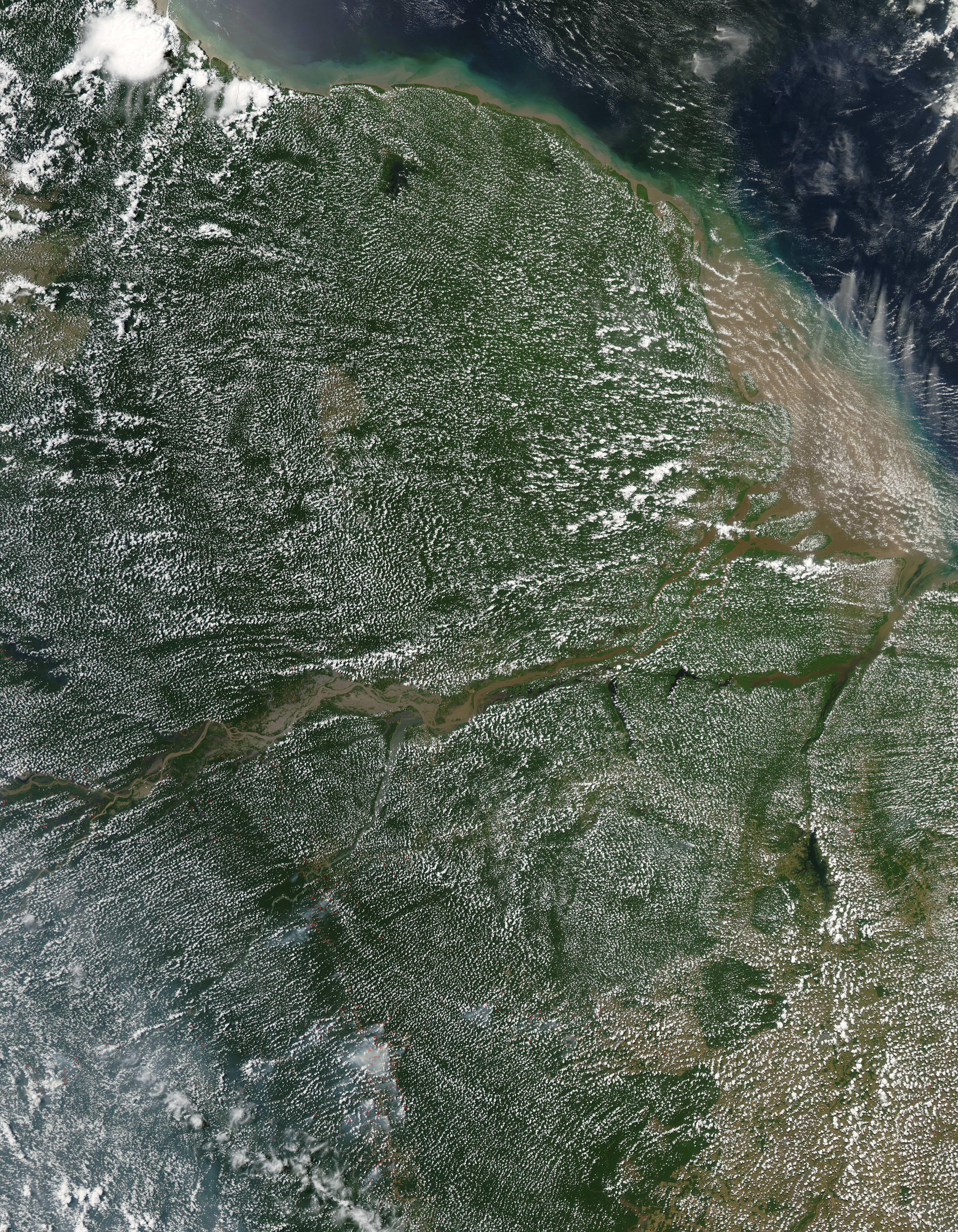
이 사진은 숲과 대기가 상호 작용하여 균일한 "팝콘 모양"의 적운을 생성하는 방법을 보여준다.

원격탐사 데이터의 사용은 아마존 분지에 대한 보전론자들의 지식을 극적으로 향상시키고 있다. 위성 기반 토지 피복 및 변화 분석의 객관성과 낮은 비용을 고려할 때, 원격탐사 기술은 분지의 탈산림화 범위, 위치 및 피해를 평가하는 데 필수적인 부분이 될 가능성이 높다. 또한, 원격탐사는 아마존을 대규모로 연구할 수 있는 가장 좋은 방법이자 아마도 유일한 방법일 것이다.
아마존 보전을 위한 원격 감지 사용은 분지의 원주민 부족들이 상업적 이익으로부터 자신들의 부족 토지를 보호하기 위해서도 사용되고 있다. 휴대용 GPS 기기와 구글 어스와 같은 프로그램을 사용하여 수리남 남부의 우림에 거주하는 트리오 부족 구성원들은 자신들의 조상 대대로 물려받은 땅을 지도로 만들어 영토 주장을 강화하는 데 도움을 받고 있다. 현재 아마존의 대부분의 부족들은 명확하게 정의된 경계가 없어서 상업적 기업들이 그들의 영토를 쉽게 노릴 수 있다.
아마존의 생체량과 그에 따른 탄소 관련 배출량을 정확하게 매핑하려면 숲의 다른 부분 내에서 나무 성장 단계를 분류하는 것이 중요하다. 2006년에 Tatiana Kuplich는 아마존의 나무를 네 가지 범주로 분류했다. 성숙한 숲, 재생림(3년 미만), 재생림(3년에서 5년 사이의 재성장), 재생림(11년에서 18년 동안의 지속적인 개발)이다. 연구원은 합성 개구 레이더(SAR)와 주제 매퍼(TM)의 조합을 사용하여 아마존의 다른 부분을 네 가지 분류 중 하나에 정확하게 배치했다.

## 같이 보기
- 아마존 우림의 탈산림화
- 아마존 유역
- 아마존강
- 아마조나스주
- 마나우스
- 이퀴토스
- 벨렝
- 대서양 숲
- 지구 온난화
- 기후 변화
- 다큐멘터리 《아마존의 눈물》